# Dasein
Pour des articles plus généraux, voir Être et Temps, Martin Heidegger et La philosophie de Martin Heidegger.
Le mot allemand Dasein [ˈdaːzaɪn], littéralement l'« être-là », est l'infinitif substantivé du verbe allemand dasein, qui signifie, dans la tradition philosophique, « être présent ». Comme substantif, le mot apparut au XVIIe siècle avec le sens de « présence », et est employé depuis le XVIIIe siècle dans sa traduction française en substitution au terme « existence ». Avec le philosophe allemand Martin Heidegger, ce terme est devenu, à partir de son maître ouvrage Être et Temps (Sein und Zeit), un concept majeur au moyen duquel l'auteur cherche à distinguer la manière d'être spécifique de l'« être humain », qui n'est pas celle des choses ordinaires. Ainsi le Dasein est cet étant particulier et paradoxal, à qui son propre être importe, qui est confronté à la possibilité constante de sa mort, en a conscience, vit en relation étroite avec ses semblables et qui, tout en étant enfermé dans sa solitude, « est toujours au monde », auprès des choses.

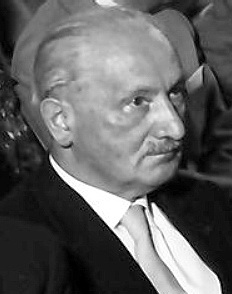
Heidegger en 1960.

## Présentation générale
Le terme  Dasein apparaît pour la première fois au paragraphe 9 de Être et Temps (SZ p. 42). Le principe de la traduction est de laisser Dasein non-traduit, lorsque Dasein qualifie sans ambiguïté le « mode d’être » de l’« être humain », et de le traduire par « être-là » , lorsqu’il a son sens métaphysique traditionnel ou s’applique aux choses. C'est toute l'analyse ontologique, la recherche du sens de l' « être », à laquelle se livre Heidegger, qui lui aurait imposé de substituer le concept de  Dasein aux concepts traditionnels d'homme et de sujet. Ces derniers seraient encombrés, d'après lui, de présupposés ou d'a priori ontologiques cachés, relevant d'un choix inconscient quant au « sens de l'être », faisant loi depuis Aristote et sa Métaphysique ; sens qu'il se propose justement de  mettre au jour, de « déconstruire » (exposer leur origine) et de surmonter. L'entrée du concept de Dasein à l'orée d'Être et Temps n'est pas immédiatement accompagnée de sa définition, car tout Être et Temps serait consacré à cette analyse, note Christian Dubois.
Dans l'esprit de Heidegger, le terme de Dasein serait en partie équivalent (en partie seulement) au terme d'existence, Existenz  appliquée à l'« être humain ». C'est d'ailleurs en ce sens que Hegel l'avait déjà utilisé. Le fait d'introduire la notion d'existence témoigne déjà de l'écart qui ne va cesser de se creuser entre la traduction qui se veut littérale de Dasein par « être-là », qui peut s'appliquer à l'ensemble des choses dites présentes (Vorhandenes) ou réelles (ce à quoi l'existence humaine ne peut se résumer), et le développement conceptuel qu'en ont fait Hegel et plus tard Heidegger .

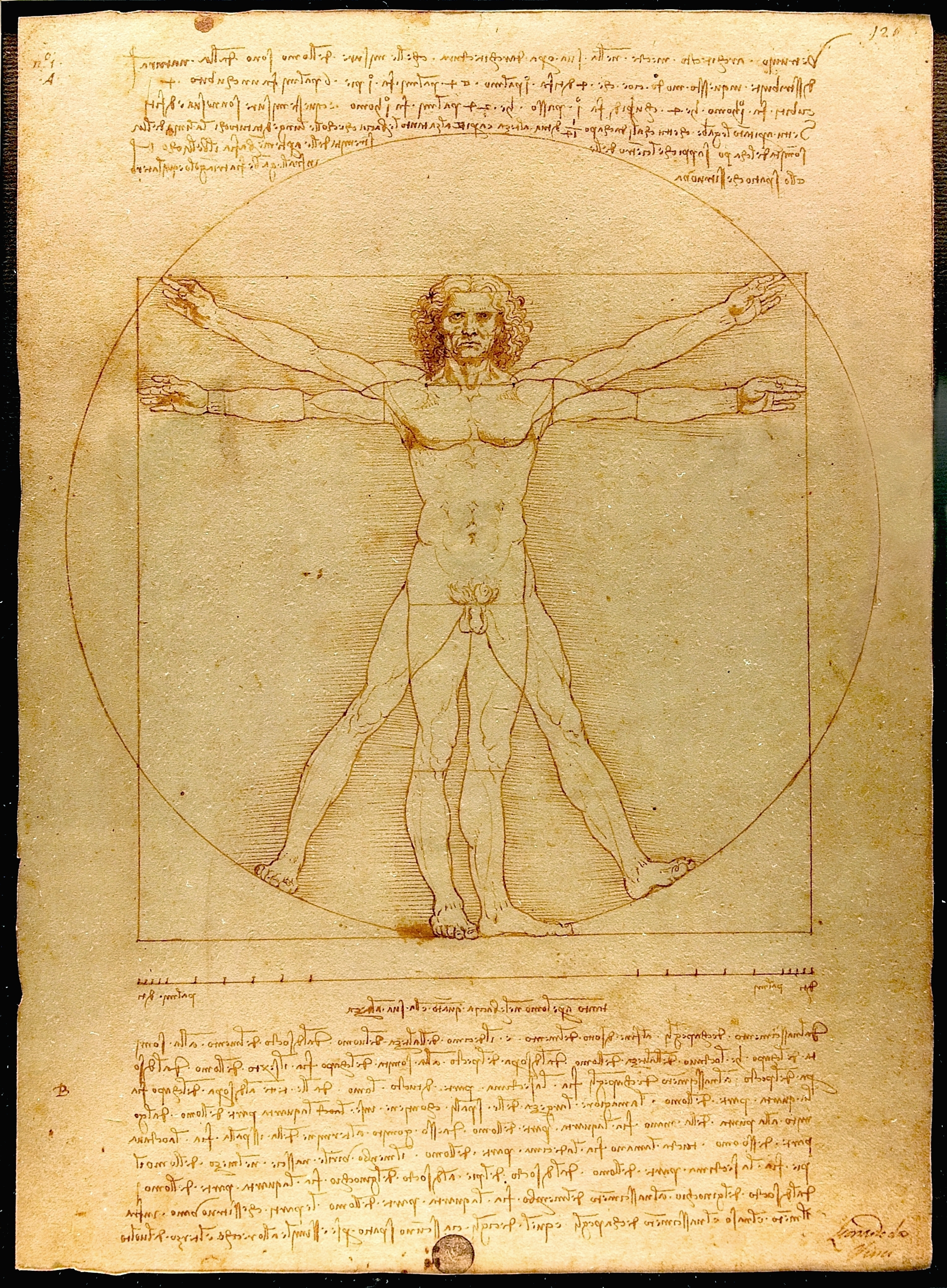
L’Homme de Vitruve par Léonard de Vinci.

Heidegger, sans jamais donner de définition au sens classique (genre et espèce), présente ce concept dans une formule particulièrement ramassée, dans Être et Temps, « l'étant à analyser (le  Dasein), nous le sommes « à chaque fois » nous-mêmes. L'être de cet étant est à chaque fois le mien » texte cité par Jean Greisch où les termes importants sont « à chaque fois » et « mien ».
Avec ce nouveau concept, Heidegger tente de rendre métaphysiquement compte des phénomènes complexes liés à l'analyse de la vie humaine dans son « monde », de la « vie facticielle » (la vie réelle avec sa contingence), comme la dispersion, la temporalité, la perte et la reprise de soi, la finitude, et surtout la familiarité avec l'« être », tels qu'ils étaient apparus dans les travaux qu'il avait menés antérieurement,,, mais aussi de répondre à la question du sens de l'être ou Seinfrage.
Or l'homme, dans son existence quotidienne, manifeste toujours une certaine compréhension spontanée de l'être des étants qui l'entourent, comme aussi, de son être propre (autrement dit, il sait pré-conceptuellement, si une chose est, et quand elle est) : le terme de Dasein va prendre en charge cette capacité ontologique, « die seinsmöglichkeit des fragens », qui est le privilège de l'homme, et dont il est souvent question dans l'œuvre de Heidegger sous l'appellation de « privilège ontologique ». Emmanuel Levinas apporte dans son livre, des précisions quant aux contours de cette compréhension pré-ontologique de l'être par le Dasein, qui va constituer sa première et peut-être plus importante détermination.
Afin de répondre à la question du sens de l'être, la seule voie qui reste ouverte, une fois écartés les a priori classiques, va consister à interroger l'étant qui parmi tous les étants se pose cette question, c'est-à-dire l'étant que nous sommes nous-mêmes, qui, en posant cette question, manifeste qu'il a une connaissance au moins courante et vague de l'être,,,. À noter que son importance, jointe à la difficulté perçue dans sa réception, a conduit Heidegger à reprendre et à préciser ce concept de Dasein au long d'une soixantaine de pages dans un cours de 1941, La métaphysique de l'idéalisme allemand (Schelling) (récemment traduit par Pascal David).
Une première partie de l'article sera consacrée à l'analyse préparatoire du Dasein, issue de la première section du livre Être et Temps dénommée aussi « analytique existentiale » comprenant un petit exposé des structures, une introduction à la phénoménologie de l'existence et un aperçu sur le concept de « monde » dans ses liens avec le Dasein. Une deuxième partie destinée à exposer le concept fondamental d' « Être-au-monde » et une troisième partie consacrée à la notion de « Souci ». Viendront ensuite les thèmes de la « Temporalité » du Dasein, de sa « Dynamique » et de sa « Finitude ». Pour finir sur la question du Dasein, en rapport avec la « Subjectivité » et un aperçu du destin de ce concept dans la suite du travail du philosophe.

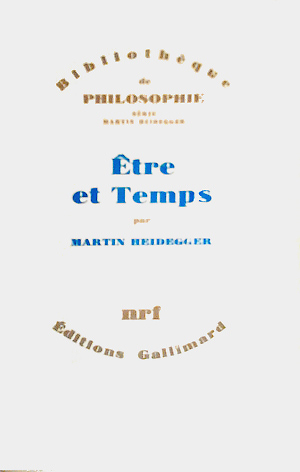
Être et Temps

## L'analytique existentiale

### La tâche d'une analyse préparatoire du Dasein
Heidegger appelle « analyse ou analytique existentiale », ou encore « analyse fondamentale préparatoire du Dasein », en allemand Die vorbereitende Fundamentalanalyse des Daseins, l'analyse préliminaire du Dasein qui aurait pour but de rendre caduque la question du sujet, qui à ses yeux, combine un double héritage philosophique et théologique. Le concept de Dasein demande de mettre de côté la vision traditionnelle, d'abandonner la classique définition de l'essence de l'homme, comme « animal raisonnable ». Pour Heidegger, il s'agit d'abandonner avec la dualité du corps et de l'esprit, la dualité du sujet et de l'objet, mais aussi la dualité entre l'essence et l'existence ainsi que l'ensemble des concepts développés par les sciences contemporaines, que ce soit, l'anthropologie ou la psychologie, c'est tout l'objet du chapitre intitulé « la critique heideggerienne de l'anthropologisme » de Françoise Dastur dans son livre « Heidegger et la pensée à venir »,.
Martin Heidegger affirme, que « être-là », ou « réalité humaine » qui furent les tentatives pionnières de transposition du mot Dasein par les premiers traducteurs français comme Henry Corbin dans sa traduction du texte Qu'est-ce que la métaphysique? correspondent à une interprétation incorrecte de sa pensée, et qu'il faudrait plutôt oser en français la traduction qu'il a lui-même proposé , a priori surprenante, d' « Être-le-là ». La traduction littérale « être-là » reviendrait à comprendre la présence du Dasein à l'image d'un objet dans sa permanence temporelle et spatiale. « Rien n'est plus étranger au Dasein, qui n'a aucune permanence parce qu'il a, à chaque fois, à être son être ». Cette interprétation/traduction devait se trouver justifiée avec la description des attributs et contours du Dasein, tout au long d'Être et Temps. Jean Beaufret écrit citant Heidegger : « penser autrement est manquer le point de départ ». Heidegger n'aurait donc rien à voir avec le courant de l'existentialisme qui tout en procédant de lui, l'aurait mal interprété, comme il eut l'occasion de s'en plaindre dans la Lettre sur l'humanisme, en 1946.
Si l'on suit Hadrien France-Lanord, en centrant son analyse sur le concept de Dasein, Être et Temps est le premier livre qui ferait véritablement droit à la spécificité de l'« être humain », qui en aucun cas, ne pourrait être abordé comme un « étant » ordinaire et selon les mêmes catégories métaphysiques en usage, depuis Platon et Aristote. Marlène Zarader met en évidence que « l'analytique » du Dasein ouvre une voie d'accès qui privilégie son « mode d'être » dans son être « quotidien » le plus banal, « mode d'être » qui ne peut être exposé que selon une « conceptualité » et une terminologie adaptée. En effet, « le Dasein a une manière d'être spécifique qui sera nommée existence », mot auquel Heidegger donnera une toute nouvelle acception (voir existence). Il en découle la nécessité d'écarter les concepts traditionnels de la métaphysique (sujet, substance, propriété) pour une nouvelle « terminologie adaptée à la distinction entre les deux grands modes d'être de l'étant : existentiaux et catégories ».

### Première approche

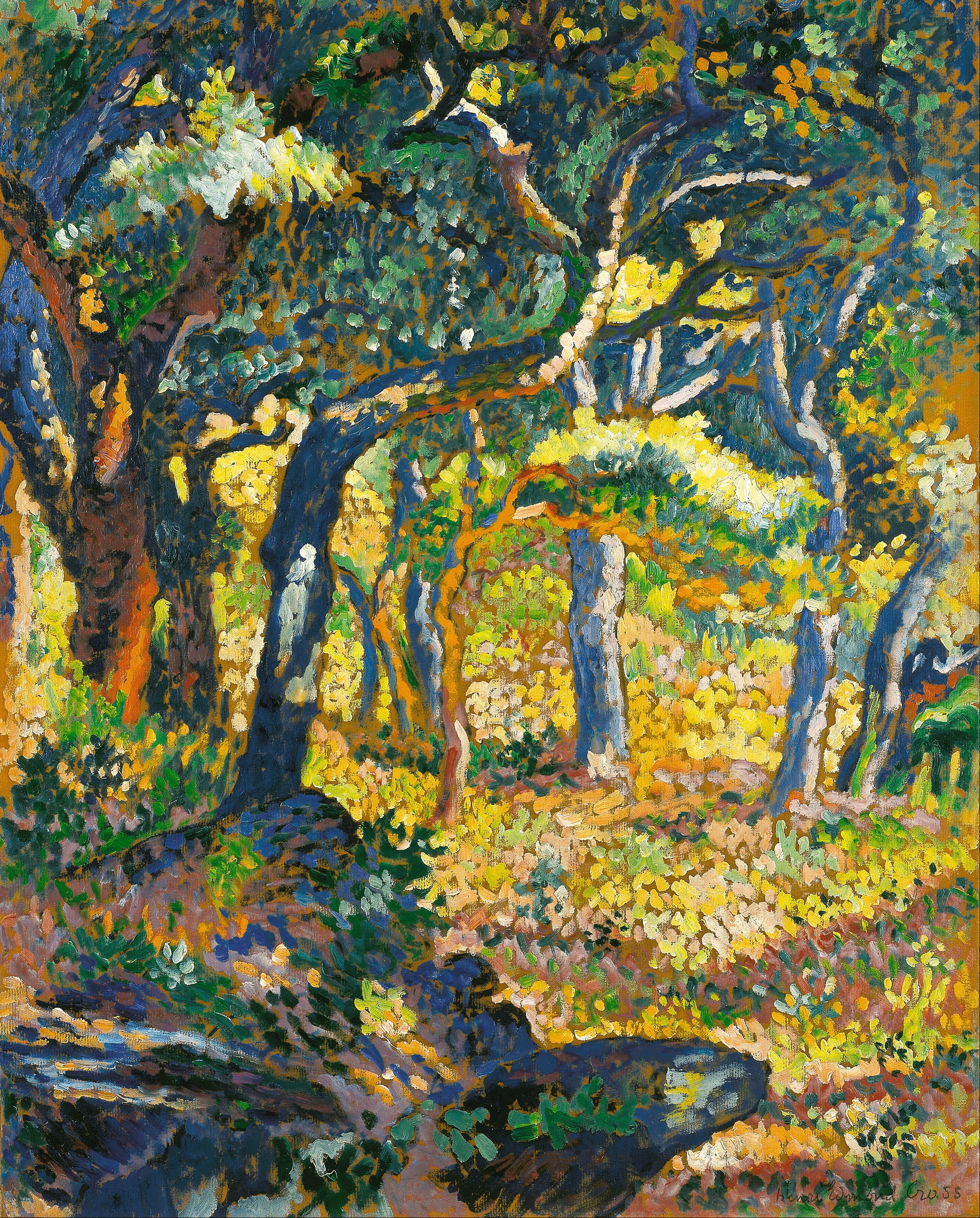
Henri Edmond Cross - Une clairière en Provence (Étude).

La constitution du terme allemand Dasein et sa transposition en français par l'expression « être-le-là » suggérée par Heidegger lui-même, autorisent une première approche de l'analytique.

#### LeDadu Dasein
Dans le « Da », allemand, littéralement Là en français ou même « l'ici-bas » selon Emmanuel Levinas, on trouve l'expression d'une situation de fait, l'idée d'un positionnement qui s'imposerait au Dasein. C'est ce que Heidegger veut exprimer quand il caractérise le Dasein comme « être-jeté ». Si comme être-jeté le Dasein se trouve dans une situation qui s'impose à lui, il n'est, néanmoins pas dans la situation d'un objet, comme une boule dans un jeu de quille mais « il est là, à chaque fois, en vertu de son être et non pas sur un mode aléatoire et contingent », il est l'héritier de son passé, riche de son « être-été».
1. L'homme est un être historique qui ne choisit pas le lieu et le comment de son insertion dans la vie. Cette vie se caractérise par sa brièveté, comme la présence de tous les étants, dans l'espace étroit d'une entrée en présence et d'un retrait[N 15]. La constatation triviale de l'impermanence des choses, n'épuise pas la profondeur de l'analyse du philosophe, voir à ce propos l'article « La Parole d'Anaximandre ».
2. C'est à tout moment, et dans tous ses extases et « pro-jets » successifs, dans sa « résolution devançante » qu'il en est ainsi : il a toujours et à chaque fois déjà réalisé certaines de ses possibilités qu'il doit à chaque fois prendre en charge, qu'il le veuille ou non, dans une nouvelle situation[22]. Il y a dans cette expression l'idée d'un caractère irrécupérable de la vie[23] et aussi celle d'une vie ressentie comme un fardeau.
3. Dans cette situation à laquelle il doit faire face « il a « à être » le plus propre de son être ». Le Dasein est son « avoir-à-être », autrement dit il est constamment « sa possibilité », tendu vers son futur et comptable de son être, rien d'autre. Jean Grondin[24] écrit « Être un Dasein, cela veut dire que je puis être là où et quand tombent les orientations fondamentales quant à mon être ».

#### Le là de «être-le-là»
Dans le « là », signification reprise aussi du Da allemand il y a un sens topologique fort qui ne doit pas être ignoré, écrit Françoise Dastur l'idée d'un lieu prend de l'ampleur dans sa transposition française, l'horizon s'élargit,. On rentre dans l'« éclaircie », ou la « clairière »  en allemand Lichtung de l'être (expressions heidegeriennes : ce qui se donne à voir au Dasein). Comme le remarque Emmanuel Levinas la topologie va, chez Heidegger, jusqu'à basculer en ontologie lorsqu'il est avancé  dans une formule choc, la thèse audacieuse que l'« être est son là ».
Le Dasein se comprend comme « étant-le-Là » de l’être ; non point comme le lieu réceptacle de l’être, mais comme le lieu dimensionnel, l’espace de déploiement propre, le champ de manifestation et de dispensation de la présence de l’être ; lequel champ n’est donc pas l’homme lui-même, mais bien ce qui, de l’être, constitue l’homme comme capable d’une compréhension de l’être ; c’est l’existence singulière concrète de l’homme. Hans-Georg Gadamer précise plus concrètement, que « ce « là » est, tout à la fois, un ici, un maintenant, un présent dans l'instant, une plénitude de temps et le lieu de rassemblement de tout ce qui est » ; le Dasein est un tel « là ».
Cependant, même en étant son « là », le Dasein n'ouvre pas pour autant un espace au sens physique. Le Dasein est son « là » veut seulement dire : il est son « ouverture», en allemand Erschlossenheit; ce qui n'a rien à voir avec « l'ici et le là-bas » de la physique : mais « ouverture » doit être pris au sens de totalité indéterminée du monde ; « la totalité des possibilités et de l'espace de jeu qui sont ouvertes au Dasein ».
« Être son ouverture » est donc dans l'esprit de Heidegger à prendre au pied de la lettre, l'ouverture est comme un existential, un attribut du Dasein, c'est pourquoi François Vezin, a proposé de transposer le mot allemand Erschlossenheit en « ouvertude », expression que Hadrien France-Lanord reprend dans le Dictionnaire ; terminaison enfin que le français peut autoriser et qui rend bien cette idée fonctionnelle à l'image d'autres mots en « ude » tels inquiétude, solitude, finitude, que Heidegger veut susciter.
Si le « monde ontologique » n'est pas un espace, une sommation d'objets, le Dasein par contre existe sur un mode spatialisant : il dispose et oriente toutes choses. La spatialisation est un mode d'être du Dasein, qui est une autre détermination de son essence selon une autre formule choc « L'essence du Dasein réside dans son existence ».

#### LeSeinduDasein
Dans le Sein, est en question l'idée de l'être (sens verbal comme vivre sa vie) et non de l'essence. Dans Être et Temps, l'être du Dasein, « être-le-là », n'est ni une substance, ni un sujet, mais celui qui est à « chaque fois le mien »   Die Jemeinigkeit, celui dont j'ai à me préoccuper, qui a « à être » et qui n'est jamais qu'une pure possibilité. Hadrien France-Lanord remarque « Le mérite d'« être-le-là » est d'abord de n'être pas un substantif et d'obliger ainsi à entendre « être » comme Heidegger entendait  sein dans Dasein, c'est-à-dire de manière verbale ».
Le terme de Dasein n’est pas une simple périphrase pour remplacer celui de conscience (Bewusstsein), mais une dénomination topologique. L'être du Dasein réside tout entier dans cette formule réflexive qui ne désigne pas une substance : « L'être dont il y va pour cet étant en son être est à chaque fois sien ».
La plupart du temps cet « avoir-à-être », cette possibilité ou cette existence, termes équivalents, n'implique aucun caractère exceptionnel ; le Dasein, autre précision, vit constamment, dans sa « quotidienneté » , comme un « être-dans-la-moyenne »,.
L'essence du Dasein réside dans son « avoir à être », dans la mesure où il reste possible de parler d'essence, dans ce cas là, les caractères qui peuvent être dégagés ne sont pas des propriétés du Dasein mais ses modes d'être. Christoph Jamme définit ainsi l'existence « La possibilité propre (suprêmement propre pour elle-même) de soi-même, qu'est chaque Dasein comme tel, Heidegger l'appelle existence ». Exister se dit de multiples manières

### Les structures fondamentales

#### Les modes fondamentaux de l'exister

##### Être-au-monde
L' « être-au-monde» ou Das In-der-Welt-sein, est un mode d'être dit « existential », fondamental et unitaire du Dasein, qui est attesté par le constat du dévalement (immersion dans le monde du Dasein). Cette formule, nous dit Emmanuel Levinas, est ontologique, elle ne signifie pas simplement que le Dasein est « dans » le monde, elle caractérise la manière dont nous comprenons l'existence à partir des possibilités ouvertes d'ores et déjà saisies. C'est la « disposition », ou Befindlichkeit, (en gros notre humeur) et non l'intellect, qui nous ouvre primairement le « monde ». Ce à quoi le Dasein est de prime abord ouvert, ce n'est pas la réalité sensible, mais la signification qu'elle revêt pour lui.
« Être privé de substance », le Dasein ne possède pas de qualités, au sens classique, ses déterminations propres, l'affection et la compréhension, sont appelées des « existentiaux », c'est-à-dire des modes d'être qui correspondent à diverses figures de l'existence. Il ne s'agit pas d'un être qui aurait en outre la compréhension de l’être en général, « compréhension qui tantôt nous échoirait, et tantôt nous serait refusée », mais d'un étant « dont l'être, Est cette compréhension elle-même ». En définitive, cette compréhension naturelle est pour le Dasein une « détermination constitutive de son être » à travers laquelle, ajoute Heidegger, dans une formule ramassée et répétée à plusieurs passages « dans son être il y va de cet être ».

##### Être-là et quotidienneté
Au « quotidien » , l’étant apparaît au Dasein à travers la « préoccupation », en allemand Besorgen, et non à la suite d'une réflexion théorique. L' « intentionnalité » husserlienne est réinterprétée comme une manière de  « se-soucier-de » l'étant, qui pourra, dans une deuxième étape, devenir un objet de connaissance, note Jean Greisch. Le Dasein utilise l’étant qui se donne à lui comme « util » selon l'expression et la traduction faite par François Vezin de Zeug pour le distinguer de la notion banale d'outil qui serait trop restreinte en français, tout étant pouvant de fait, devenir « util », « moyen de » . Cette relation est dominée par la finalité pratique « l'en vue de… », on se saisit d'un étant dit « à-portée-de-la-main », Zuhandenheit pour réaliser quelque chose.
La préoccupation, englobe les activités les plus diverses. Dans l'optique d'Être et Temps, la distinction qui importe n'est plus celle qui se fait entre le pratique et le théorique, mais entre la préoccupation qui discerne, et le dévoilement théorique de l'étant.

#### Les différentes figures de l'existence

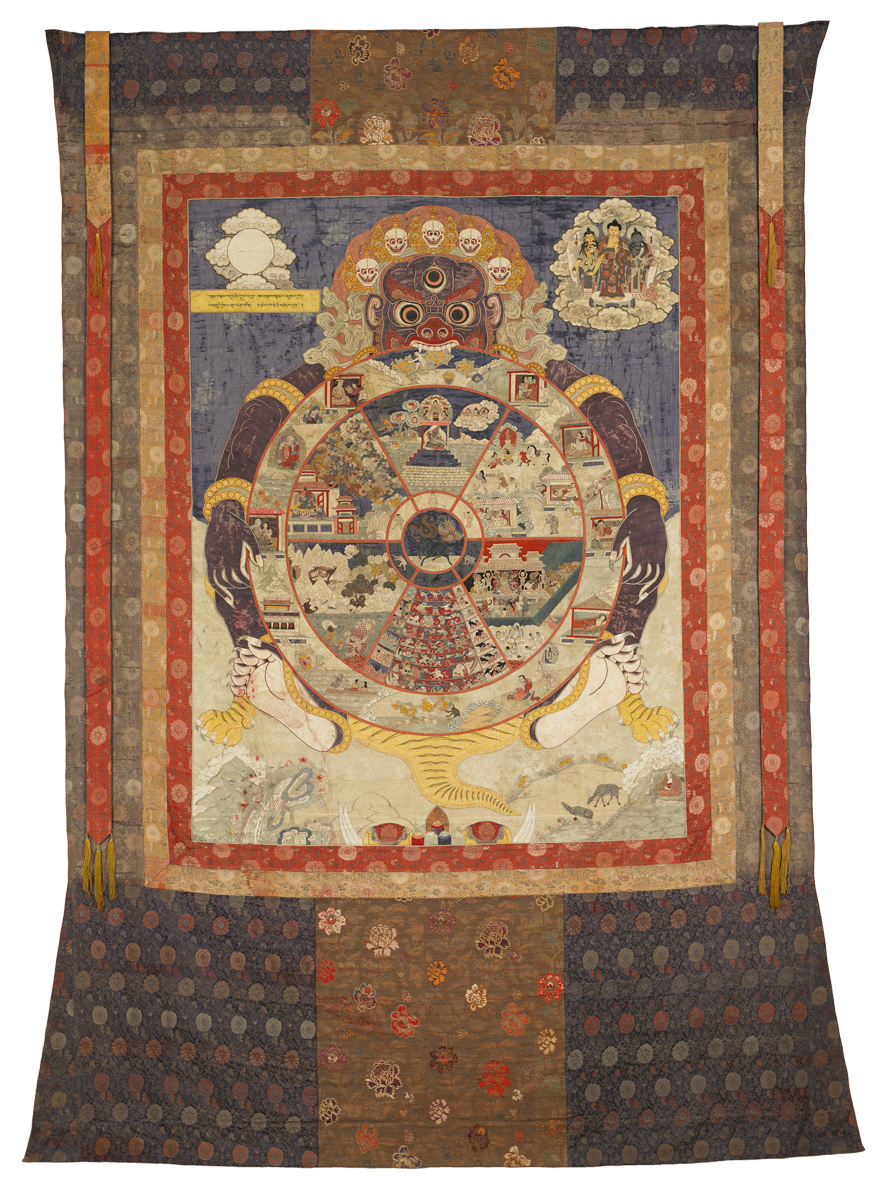
en

Toujours au « Monde », l'existence du Dasein se déploie simultanément selon cinq moments structurels qui font l'objet d'articles séparés à savoir :
1. L' « Être-jeté » qui exprime le fait qu'à tout moment dans son existence le Dasein est toujours et déjà enfermé dans un horizon de possibilités en deçà desquelles il ne saurait remonter, il « est » ces possibilités[43], et qu'il doit impérativement assumer.
2. L'« Être-avec » ou « être-avec-autrui », le Dasein est essentiellement « être-avec ». Il n'y a pas un « moi » au milieu des autres, des autres qui sont aussi des Dasein, mais un monde donné les uns « avec » les autres, indissolublement.
3. L'« Être-en-faute » ou « être-en-dette ». Aucune connotation morale plutôt l'idée d'un manque, d'un déficit. Le Dasein a « à-être » ce qu'il n'est pas, mais qu'il est néanmoins, au titre de la possibilité à laquelle Heidegger accorde une grande valeur ontologique.
4. L'« Être-vers-la-mort » qui est à prendre au sens d'être exposé à..., coordonné à... . L'« être-vers-la-mort » est un existential, un mode d'être essentiel et permanent, dans lequel, s'expose le rapport de l'homme à sa propre mort, rapport qui est constitutif de son être. Dans notre être, nous sommes mortels, nous ne mourons pas « en plus » comme le pensait Jean-Paul Sartre, cité par Jean-Luc Nancy[44].
5. Le « Monde du Soi » et la « Mienneté ». Le Soi ne s'éprouve pas dans un « je » souverain (le cogito cartésien), donné a priori, mais à même l'expérience concrète et à chaque fois renouvelée d'une suite d'expériences recueillies et rassemblées sur un mode narratif par le Dasein, selon la formule de Heidegger, « l'étant à analyser (le  Dasein), nous le sommes à chaque fois nous-mêmes. L'être de cet étant est à chaque fois le mien, jemein  » cité par Jean Greisch[4] ; ce qui, note Didier Franck[45], a pour signification première que cet être (mien) n'est ni posé par moi, ni séparé en un « Je » individualisé, qu'il est en son entier manifestation de l' « Être ». Sophie-Jan Arrien[46] précise « […] le « Je » n'apparaît que dans le monde et avec lui ; l'expérience du « Je » n'a lieu que dans la mesure où le monde « mondanise » »[N 20].

#### Le décèlement du monde

##### Le monde du Soi, notre monde
Le monde qui fait originairement  encontre, c'est-à-dire qui se dévoile en premier lieu, est toujours entendu, à travers le phénomène de la « mienneté », le « monde du Soi », qui manifeste les toutes premières significations dans un monde qui a du sens, Bedeutsamkeit. Cela veut dire que la question du sens se pose toujours à la première personne. C'est ce phénomène centripète général de l'« à-partir de Soi » que Heidegger va désigner sous le terme de Jemeinigkeit ou « mienneté ». Cela ne signifie pas que ce sens soit produit par lui, par le Soi, mais qu'un sens circule à même les choses avant que le Dasein se saisisse explicitement des choses. « Il n'est de monde que comme toujours déjà gros de sens ». On constate que cette « significativité » en tant que structure ontologique n'est pas la somme des valeurs, mais que tout au contraire une « valeur », un rang, une signification particulière ne peut être donnée que dans le cadre d'une significativité globale du monde auquel cette valeur appartient.
D'où les formulations suivantes pour décrire l'« être-là en situation : « Je suis présent à moi-même concrètement dans une expérience déterminée de la vie, je suis dans une situation », ; « Il n'y a jamais de sujet sans monde et isolé » ; « Ce qui est premier ce ne sont pas les vécus psychiques, mais des « situations » changeantes qui déterminent autant de lieux spécifiques de compréhension de soi-même… » ;  « De même que toute parole sur le monde implique que l'être-là s'exprime sur lui-même, tout comportement qui se préoccupe est une préoccupation au sujet de l'être de l'« être-là ». Ce dont je m'occupe, ce à quoi j'ai affaire, ce à quoi mon métier m'enchaîne je le suis d'une certaine mesure moi-même ». Alexander Schnell rajoute sur une remarque d'Heidegger p. 52 d' Être et temps : « dans la mesure où le monde est un constituant du Dasein, celui-ci dans son caractère extatique est et reste dans tous les cas avec lui-même ».
Heidegger met en évidence ce phénomène étroitement lié à l'existence, de la « mienneté », la Jemeinigkeit , par lequel le Dasein se rapporte continuellement à « lui-même », ce « lui-même » qui ne lui est pas indifférent et qui va rendre possible le pronom « Je » de telle manière que celui-ci dérive de celle-là et non l'inverse. Ce « lui-même » auquel se rapporte le Dasein n'est pas originellement un « Je », « mais son rapport essentiel à l'être en général ». La « mienneté » va devenir le principe d'individuation remarque Didier Franck. La « Mienneté » appartient à l'existence, elle est « à être ». Ce qui veut dire que l'« être » du Dasein est à « chaque fois » en jeu, à conquérir, il peut être dans le souci du "Soi" , plus précisément le souci de son être, ou se fuir (être propre ou impropre). Comme le note Paul Ricœur, « ce qui vient à jour dans cette expression c'est l'universelle « mienneté »-, le chacun dans le mien- et non le moi vécu ».
Mais il ne suffira pas de faire appel à une expérience renouvelée pour rendre compte de l'« ipséité » qui comprend de plus le phénomène de la continuité du Soi. Comme le souligne Marlène Zarader, « je ne me découvre pas primairement comme sujet de mes propres vécus ou pôle de mes actes, je me découvre primairement à même le monde, dans le disponible intra-mondain dont je me préoccupe ». Ce sont les phénomènes du « Souci », de l' « appel de la conscience » et de la Résolution, qui vont intervenir dans l'explicitation qu'en donne Jean Greisch. Dominique Janicaud notera lui aussi la persistance de cette question de la subjectivité dans Être et Temps, qui ne se laisse pas si facilement écarter, malgré les efforts de Heidegger.

##### Le concept de monde

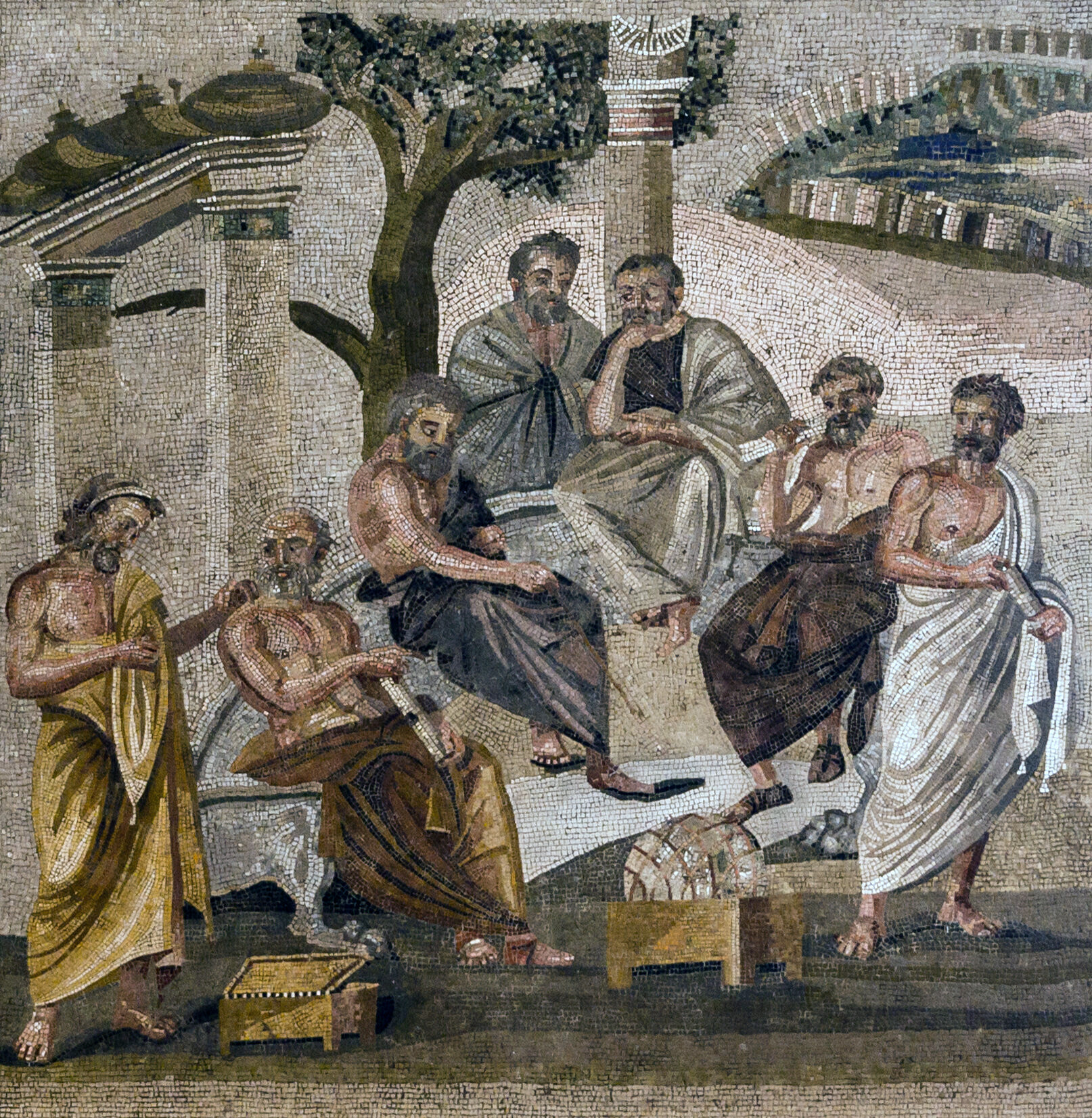
L'Académie de Platon (mosaïque romaine trouvée à Pompéi).

Le « Monde» du Dasein renvoie à une double appartenance réciproque,. Le concept de « monde » fait signe  à la fois vers l'idée d'« ouverture » et vers celle d'habitabilité. En tant qu'éclaircie cet « ouvert » n'est pas à penser au sens aristotélicien, comme un contenant comprenant une collection d'étants, mais relève plutôt de l'approche platonicienne de la lumière. En liaison avec l'expression controversée d' « ouvertude » utilisée par François Vezin pour signifier l'étroite « co-appartenance » entre l'idée d'ouverture et le mode d'être du Dasein ; ouverture singulière au « monde » qui selon Être et Temps peut être définie comme le champ où s'exerce la préoccupation soucieuse de l'«être-là ». Heidegger ose la formule « le monde est une détermination de l'être du Dasein », formule citée par Rudolf Bernet.
Inversement le Dasein se tient dans une totalité ouverte de significations à partir de laquelle il « comprend », au sens particulier de ce mot chez le penseur, l'étant « intra mondain » qu'il n'est pas, c'est-à-dire les choses, les autres et par contre-coup « lui-même ». « Autrement dit en comprenant son monde on comprend le Dasein ».
En travaillant sur la « vie facticielle », le phénomène du monde se donne selon trois moments distincts, l'Umwelt (le monde naturel et social qui nous entoure), le Mitwelt (les autres les proches et les étrangers auxquels nous avons affaire), le Selbstwelt, le « monde du soi » (ce à quoi j'ai affaire et le mode personnel selon lequel je le rencontre).

##### Le phénomène de l'outil
Dans le champ de « préoccupation » qui, dans Être et Temps, constitue son monde, le Dasein, ne rencontrait pas à strictement parler des objets, mais des « outils », Zeug , au sens large, des « choses qui servent-à- » ou « qui sont produites-pour ». Heidegger élargit considérablement le concept, bien des choses, y compris naturelles pouvant servir de « moyen pour », c'est pourquoi François Vezin tente le recours au terme « util » pour en manifester l'extension. En étant essentiellement pour quelque chose d'autre que pour eux-mêmes, les outils ou ustensiles, ont la caractéristique de « renvois » ; dans chaque « outil », s'annonce une multitude de « renvois » dont la totalité va de proche en proche constituer ce que Heidegger, appelle un « monde ». En montrant que la découverte de l'« être de la chose » dépend de la mise à jour préalable du sens de la structure de renvoi qui la contient, Heidegger donne à ce phénomène un sens ontologique radical. « La chose n'acquiert sa forme déterminée, ses caractères qu'en vertu du  Dasein qui l'utilise et l'use, en jouit ou la méprise, élabore des théories à son sujet » écrit Marco Ruggenini Ce qui est important dans l'analyse phénoménologique, souligne Didier Franck c'est que le complexe organisé auquel appartient l'outil (l'établi du menuisier par exemple), doit être préalablement découvert, insiste Heidegger, pour que chaque ustensile puisse apparaître pour ce qu'il est.

##### Le phénomène de l'angoisse
Le phénomène de l'« angoisse » détruit, selon Heidegger, toutes les déterminations (familiarité, significativité, habitation), qui faisaient du monde un Monde pour le Dasein. Avec l'angoisse, les structures, les réseaux et les finalités apaisants disparaitraient, il ne resterait que l'idée d'une perte, d'une absence qui jetterait le Dasein face à la pure nudité de son existence et qui par contre-coup lui dévoilerait, non le monde mais sa propre existence comme « être au monde », écrit Marlène Zarader,.

### La centralité du Dasein
Au paragraphe (§ 4) d'Être et Temps , Heidegger entreprend de montrer que le Dasein, a un privilège parmi l'« Étant » qui lui permet de servir d'« étant exemplaire » à la « question de l'être », privilège qui s'appuie sur les  quatre caractères suivants qui selon Jean Greisch, caractérisent le « déploiement de l'existence ». Jean Greisch et Marlène Zarader en font dans leurs livres respectifs de larges commentaires :
1. Le Dasein est un étant pour lequel « il y va en son être de cet être » ; formule de base apparaissant dans d'innombrables variantes qui exprime l'idée que l'être pour le Dasein, n'est pas une donnée, mais selon Jean Greisch[67], une tâche[N 24].
2. La constitution même de cet être implique un « rapport à l'être », son être même, (du Dasein) « est ce rapport » ;
3. Le Dasein « véhicule une compréhension d'être »[67]  qui lui est propre ;
4. En raison de cette compréhension, l'être (en général) , de par son être (à lui), lui est ouvert Erschlossenheit. « Le thème de l'ouverture va trouver sa place et son sens dans les paragraphes (§29) et (§31) consacrés aux notions jumelles très importantes d' « être-jeté », Gewofenheit et de projet Enwurf » remarque Jean Greisch[67].

Enfin, toutes choses apparaissent en prenant place dans une structure de renvois plus ou moins complexes qui mènent ultimement au Dasein en passant par le « monde ». Tous ces renvois conduisant au Dasein, il apparaît que c'est à partir de lui que s'organise cette structure signifiante à dominante utilitaire. « Pas de monde sans Dasein ».

## L'Être-au-monde
C'est dans la structure d'« être-au-monde » que le Dasein nous est primitivement donné. Le rapport à une extériorité à une totalité est ce qui apparaît en priorité lorsque l'on cherche à caractériser l'homme en son être. Comme le remarquent Annie Larivée et Alexandra Leduc le Dasein « n'est pas d'abord au-dedans de lui-même dans une sphère de considérations théoriques pour ensuite tomber dans le monde et avoir à se rattraper par le souci de lui-même, mais il est toujours, déjà absorbé par sa préoccupation de quelque ordre qu'elle soit ».
Toutefois, comprise de prime abord comme appartenance au monde, l'étude de la constitution et de la mobilité du Dasein mettra à jour une structure plus complexe encore, une structure duale, comme quoi, en quelque sorte, le Dasein « appartient » et en même temps « n'appartient pas » au-monde.

### L'appartenance au monde
S'agissant de l'homme, Heidegger prend position contre la tradition qui y voit un être possédant une substance au milieu de tous les autres « étants » ; en faisant appel au terme de Dasein il fait signe vers, tout autre chose, un être sans substance, toujours « dans » ou « auprès du » monde In-der-Welt-sein. Jean Grondin écrit « pour Heidegger, je suis ce lieu, je ne suis pas dans ce lieu, et l'être n'est pas en face de moi, comme un objet dont voudrait s'emparer ma pensée.[...] Emmanuel Levinas ajoutait je suis le là où advient et m'advient la merveille de l'être ».

#### Le phénomène fondamental: la transcendance
Par « transcendance » on entend, en phénoménologie, le mouvement par lequel le Dasein « constitutivement » transcende l’étant en direction du « monde ». Ce dont Heidegger s'est avisé, après le Tournant, c'est que cette « transcendance » en direction de l'être de l'étant devait elle-même être surmontée et dépassée en direction de l'être lui-même, en tant que tel, et de sa vérité.
Christian Dubois écrit « le Dasein n'est pas sous la forme d'une subjectivité consciente d'elle-même et de son monde comme sa représentation. Il se donne au contraire comme originairement au monde, cette structure d'être est méticuleusement explorée tout au long d' Être et Temps ». « Être-au-monde » est le nom même de la transcendance propre au Dasein, qui n'est auprès des choses, d'autrui et de lui-même qu'en se tenant déjà au-delà, soutenant le monde comme ouverture. Le point décisif écrit Alexander Schnell est cela même qui dans cette structure met en rapport le Dasein et le monde à savoir l'« être-là » l' In-Sein. Pour Heidegger la transcendance visée n'est plus celle de l'ego, mais la transcendance de l'être, dont il dit « qu'il est le transcendens pur et simple ». La philosophie a pour rôle de mettre au jour ce phénomène inaperçu qui se produit en permanence et qui est la condition même de possibilité d'accès à l'étant. « La rencontre de l’étant dans le monde dépend ainsi de ce que le Dasein ait préalablement dépassé l’étant vis-à-vis duquel il se comporte ».

#### La structure
L'« être-au-monde » devient un existential, c'est-à-dire une détermination « catégoriale » constitutive de l'exister humain, la plus fondamentale d'entre toutes ; il n'y a plus d'existence sans monde, ni de monde sans existence. Selon Christian Dubois « Le monde est bel et bien un existential, il est de l'ordre d'un projet du Dasein, ouvert par la compréhension qu'il a de son « Soi » . Il est l'ouverture du soi : l'intériorité même ».
Au sens « existential » le « dans » signifie un « être-auprès-de » (partageant la familiarité ou l'intimité de quelqu'un), un « se préoccuper ». Le monde dans « être-au-monde » n'est pas un « supercontenant ». C'est pourquoi la formule : « Le Dasein existe toujours en commerce avec un monde qui l'accapare, l'assiège, l'assaille, l'investit au point de l'obnubiler ou de l'hébéter complètement » qui semble par ailleurs préserver l'autonomie de Dasein et du monde n'atteint pas, selon Heidegger, la radicalité de la symbiose »,.
Heidegger remarque par ailleurs, que l'« ouverture » d'un monde présuppose la possibilité de son absence à savoir la possibilité du « néant », et donc il apparaît que cette « ouverture » du monde, comme structure constitutive du Dasein, « être-au monde », « n'est possible que lorsqu'elle est rapportée à une fermeture plus originelle qu'elle, une fermeture qui ne disparaît pas dans et avec l'ouverture, mais demeure au contraire sa source impérissable », comme le note Françoise Dastur.
La diversité infinie des comportements humains peut et doit être regroupée dans une unité sous-jacente que Heidegger reprend de ses études sur la phénoménologie de la vie qui au plan existential, celui de l'être, prendra comme nom, le « Souci », Die Sorge, entendu dans le double sens, empressement auprès du monde et, souci pour son être propre.

#### Les existentiaux
Les « existentiaux », correspondant à la diversité de ces comportements humains, tiennent pour le Dasein  le rôle des catégories de la métaphysique qui ne conviennent pas pour un vivant. Marlène Zarader note par exemple que l'homme qui est dans sa chambre ne l'est pas à la manière de l'eau dans un verre. Jean Greisch fait aussi le parallèle entre Aristote qui « attache une importance particulière aux figures de la prédication ou catégories », et Heidegger dont « les existentiaux correspondent à autant de manières d'interroger le Dasein ».Cristian Ciocan, en fait une étude exhaustive. Heidegger distingue :

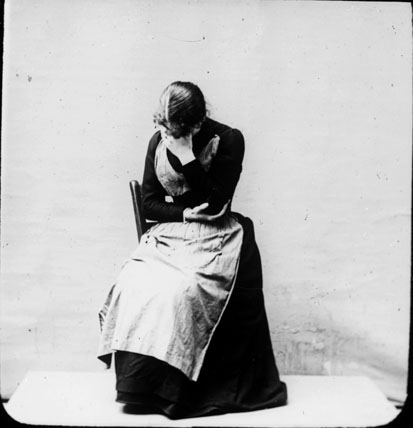
tristesse

1. L'affection ou « disposition », dans le cas présent, sont deux mots qui tentent de traduire le terme allemand de Befindlichkeit ou aussi, dans un français plus douteux encore, « disposibilité », tous ces mots font signe vers l'humeur (au sens de la bonne-humeur), en allemand Stimmung, c'est-à-dire, la manière de « se sentir » à l'aise ou non, état psychologique qui traduit soit un accord (joie de vivre) ou un désaccord (tristesse) du Dasein, conscient ou non, vis-à-vis d'une situation donnée[N 31]. La disposition, la joie de vivre par exemple, augmente ou rétrécit l'ouverture du Dasein au monde[N 32]. Elle a à voir avec cette « entente primordiale » dont fait état François Vezin dans ses notes[82],[N 33]. Dans la lignée de ses études augustiniennes[83], la situation de désaccord peut selon Heidegger, accabler le Dasein au point de faire de l'existence un véritable fardeau[84]. En rappelant, d'autre part, ce qu'est « la peur » et en quoi elle diffère de l'« angoisse », Heidegger nous donne une illustration parlante du phénomène de l'affection (§30 Être et Temps).
2. La compréhension ou disposibilité est une structure dans laquelle se tient l'« être-là »[85]; l'essence de cette « disposibilité » est l'« entendre » (Verstehen). L'entendre intervient dans la constitution même du Dasein qui « est à chaque fois ce qu'il peut être et sa manière d'être, sa possibilité[86] ». L'« entendre » selon Heidegger est « l'être de la disposibilité » de la Befinlichkeit. Il n'y a d'« entente », précise Heidegger, que lorsque l'« être-là » établit avec la chose visée « un rapport où son être est proprement engagé »[87]. La « disposibilité » (l'humeur par exemple), a, à chaque fois son « entente », quand bien même elle la refoulerait ; exemples : « maîtriser une situation », « être à la hauteur », « pouvoir faire face », « être amoureux », « avoir peur », « être débordé » sont autant d'ententes amplifiant ou réduisant le monde. Entendre est inséparable de « vibrer »[N 34].
3. Le discours ou les mots pour le dire, die Rede, que l'on doit comprendre comme le dire silencieux, qui précède le langage parce qu'il en est la condition. Le « discours » est co-originaire avec « l'affection » et le « comprendre ». Ce qui vient au langage c'est toujours une certaine affection, une manière de se sentir en phase, une certaine compréhension impliquant un certain mode d'être. « Aux significations primaires viennent se greffer des mots. Jamais des « mots-choses » ne se voient assortis après coup de significations » (traduction François Vezin). Chez Heidegger, la fonction « découvrante » du langage l'emporte sur sa fonction « communicante ». Dans son commerce avec le monde les « possibles que révèle l'affection et le comprendre » sont à prendre en un sens « existential fort », comme mode fondamental d'être du Dasein qui « n'existe que dans et à travers ses possibles ».

« Le Dasein est un être « possible » remis à lui-même, une possibilité de part en part jetée (voir Être-jeté). Le Dasein est la possibilité de l'être-libre pour le « pouvoir-être » le plus propre (voir propriété »,
Toutes ces possibilités ontiques élevées au niveau ontologique traduisent un « pouvoir-être », un « être possible » . Ainsi, l'« entendre » intervient dans la constitution même du Dasein comme le remarque Jean Greisch. Constamment en avance sur lui-même l'« être-là » se découvre essentiellement « pouvoir-être » dans une anticipation constante. L'« entendre » heideggerien est donc bien loin du « comprendre » du sens commun, ainsi que de la théorie de la connaissance. Heidegger dit textuellement « l'entendre constitue lui-même un genre fondamental de l'être du Dasein » Être et Temps (§63) (SZ p. 315). Le contraire de cet « entendre » c'est la « curiosité » qui se préoccupe de voir pour avoir vu, et qui se caractérise par l'« instabilité » et la « dispersion », en révélant un genre d'être du Dasein qui se déracine continuellement.
Ce comprendre heideggérien est d'abord un « possible », en tant que capacité, un « savoir-faire », par exemple, un « tour de main » rendant utilisable pour la « préoccupation », l’étant immédiat, devenu disponible, qui dès lors se dévoile dans son être à travers l’utilisation, et aussi un possible en tant que « pro-jet », un « à-venir », qui dévoile un horizon possible d'actions. Le comprendre « oriente » le champ des possibles du Dasein. Absorbé dans une préoccupation, par exemple dans un travail déterminé, je suis « aspiré » dans un « pouvoir-être » lié à cette préoccupation ; aussi dans cet état, toute autre opportunité se présentant à moi sera dénuée de sens à mes yeux, je ne l'entends positivement pas « si elle ne s’inscrit pas » dans l’orientation du « pouvoir-être » dans lequel je me meus. D'expérience commune je ne peux résoudre un problème mathématique et regarder simultanément une série policière.
À noter, que tout « entendre », comme le rappelle Jean Grondin faisant référence à Être et Temps (§ 32), obéit à une structure d'anticipation, une Vorstruktur , préjugés ou lieux communs, contre lesquels il convient de se prémunir si l'on veut viser les choses elles-mêmes. À cela s'ajoute que le phénomène ne se montre pas spontanément de lui-même et qu'il se trouve le plus souvent « dissimulé », et c'est à la phénoménologie que reviendra la tâche de mettre en lumière ce qui justement se cache.

### La non-appartenance au monde

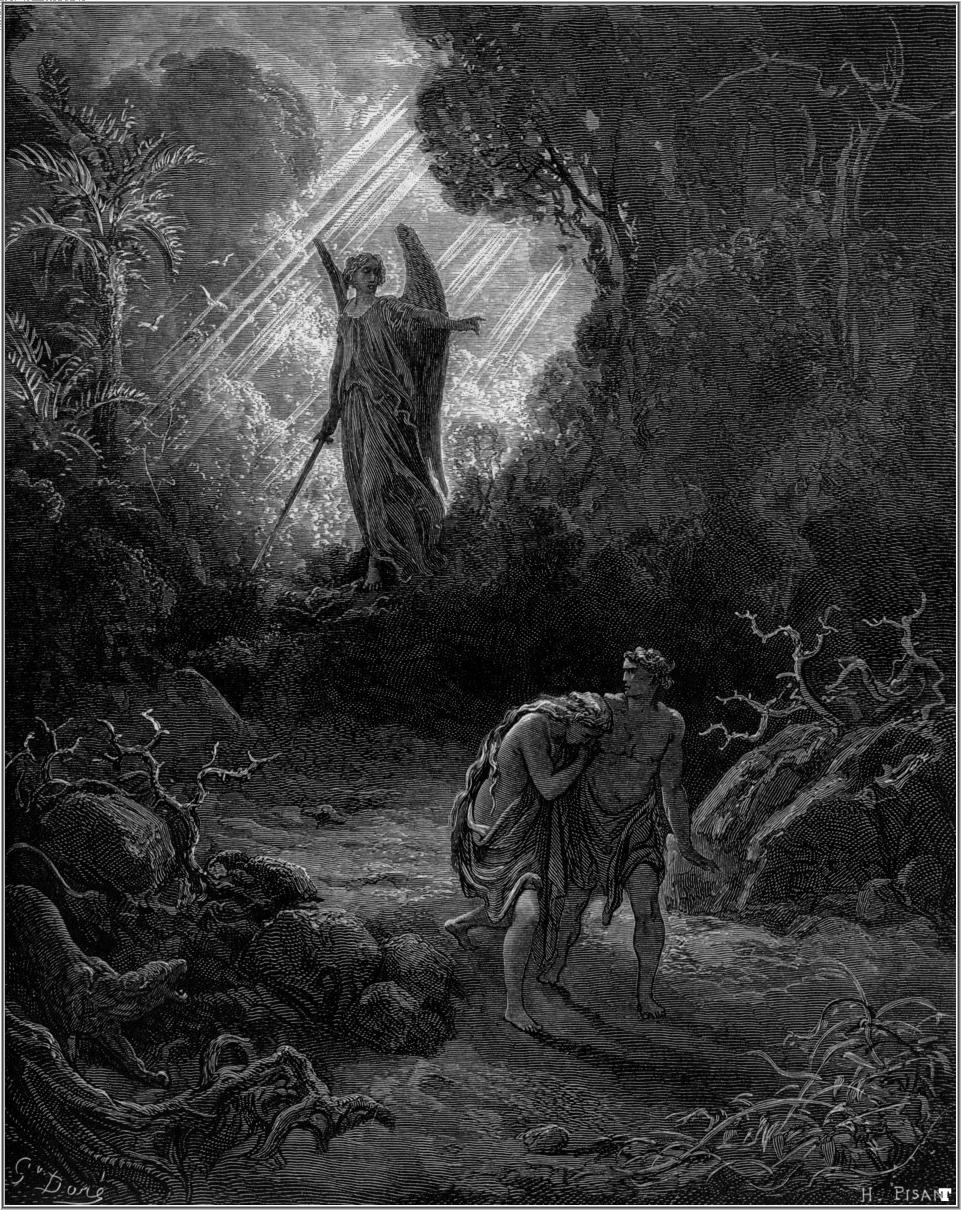
Adam et Ève chassés d'Eden. Gravure de Gustave Doré.

Avec la  « Unheimlichkeit », traduit par l'expression « non appartenance », on vise un trait essentiel du Dasein comme quoi il reste fondamentalement toujours un étranger dans son monde comme pour lui-même. Françoise Dastur a travaillé, en particulier, sur un concept limite apparenté tel la finitude. Il y a d'abord l'importance accordée au phénomène de l'angoisse qui défait le sentiment de familiarité que le Dasein entretenait avec son monde. Lui qui croyait « habiter » jusque-là en toute « quiétude » le monde quotidien qui était le sien, avec l'angoisse, s'en trouve subitement expulsé. Dans l'angoisse, l'ensemble de la « tournure » du monde apparaît indéfinissable et absurde, le Dasein n'est plus à l'aise avec les choses et les êtres qui l'entourent. Or pour Heidegger l'étrangeté de cette situation, la « Die Unheimlichkeit » est aussi un mode essentiel de notre rapport au monde.
Pour le Dasein, dans l'angoisse il n'y a pas d'un côté le néant et de l'autre le réel auquel il s'agirait de rester accroché mais le risque d'un sentiment permanent de glissement de toutes choses vers le néant. Le processus de « néantification » et d'expulsion du Dasein hors de toute familiarité est un processus qui apparaît d'un seul et même coup avec les choses ; Heidegger en tire la conclusion que le néant appartient , à la substance de l'être, note Jean-Michel Salanskis.
Heidegger nous dit que la structure de ce comportement qui « constitue » le Dasein comme « étranger au monde » est même plus originelle (au sens de plus essentielle), que la situation de « quiétude » et de « familiarité », et il serait donc préférable de traduire comme le fait Jean-François Courtine  par « jeté hors de toute quiétude », témoin déjà, selon Heidegger, ce dire ancien d'Héraclite sur la présence de l'insolite au sein même du plus familier,. Ce serait paradoxalement, la familiarité qui serait un mode « déchéant » et dérivé, du ne pas « être-chez-soi » ; on est « chez soi » en se masquant que l'on est toujours essentiellement « pas chez soi », y compris dans le monde ambiant, le monde rassurant du quotidien. Ce « non chez soi », le Dasein le fuit inlassablement, c'est ce que Heidegger comprend comme « chute » ou Verfallenheit qui correspond à une fuite de l'étrangeté vers la familiarité, autrement dit une recherche de quiétude, de certitude et de sécurités.
En son fond le Dasein de l'« être-jeté » ne trouve jamais de fondement, ni de sol natal il est Heimatlosigkeit , sans patrie ; le toujours « ne pas être chez soi » appartient à son essence la plus propre. L'habiter « authentique » prend une tout autre signification que la réception (la compréhension) traditionnelle (la familiarité avec le monde), l'habiter « authentique » de l'homme devient l'ouverture à l'étrangeté, à l'insolite, à la négativité même (voir Être-en-faute). Sur toute cette question de l'homme sans abri livré à la violence de l'être, voir Gérard Guest dans ses conférences sur Paroles des Jours.

### Les modes de l'être au monde

#### La quotidienneté
Hadrien France-Lanord, parle de véritable réhabilitation, pour des raisons philosophiques de fond, de la « quotidienneté » par Heidegger. C'est seulement dans la quotidienneté de l'existence du  Dasein le plus concret, que l'on prend la juste mesure de la signification de l'expression« être-au-monde ». On y relève les déterminations suivantes :

##### Déterminations positives
1. L'« habiter » (parfois demeurer) dont la toute première signification donnée par l'étymologie réside dans la familiarité soit au sens d'habitude ou d'habiter. Le « dans » ou le « au » dans cette expression « être-au... », signe la proximité, la familiarité. La particule de liaison revêt des significations multiples qui correspondent à autant de manières de se comporter (sentir, toucher, aimer, manier, manipuler). « De même que l'étant ainsi défini est de telle manière qu'il y va de son être dans son être au monde quotidien »  dit Heidegger, « de même que toute parole sur le monde implique que l'être-Là s'exprime sur lui-même, tout comportement qui se préoccupe est une préoccupation au sujet de l'être-Là »[51].
2. La « préoccupation » ou Besorgen exprime un rapport au monde qui n'est jamais désintéressé, le Dasein est toujours pris par le monde, il entre en commerce avec lui, le manipule et en jouit. Le Dasein, absorbé dans la préoccupation du monde, dans le langage d' Être et temps, « déchoit » ; déchéance ontologique ou encore inauthenticité, qui n'est pas à prendre dans un sens négatif, car comme l'écrit Hans-Georg Gadamer[101] pour Heidegger cette tendance déchéante « n'est pas un simple manque, mais qu'elle est tout aussi originaire que l'authenticité du Dasein et qu'elle en fait essentiellement partie ».

##### Déterminations négatives
La quotidienneté est l'un des traits qui constituent, avec l'« auto-identification » du Dasein aux choses du monde, ce que Heidegger appelle : la « déchéance » ou le « dévalement », Die Verfallenheit  sans qu'il y soit accolé une connotation péjorative et qui renvoient à la notion d'Être-jeté, il distingue :
1. Le « bavardage », Das Gerede, le bavardage qui alimente, le sens commun des interprétations sur la vie. Nous parlons avec des formules toutes faites et des images qui flottent dans un « milieu ». On comprend sur la base d'une compréhensibilité moyenne qui est déjà incluse dans la langue que l’on parle en s’ex-primant, sans que l’auditeur ait à se transporter dans un « être originairement compréhensif » vis-à-vis de l'étant dont il est question, autrement dit on comprend le « parlé » et non pas la chose elle-même (Être et Temps §35) et ceci d'autant plus que ce bavardage répandu à la ronde acquiert de ce fait, un caractère d'autorité.
2. La « curiosité », Die Neugier  débouche sur le désir insatiable, de voir, de savoir qui va de celui de la concierge au savoir théorique du savant. Marlène Zarader[N 43] note ainsi les réminiscences de la description augustinienne de la  concupiscence.
3. L'« équivoque », Die Zweideutigkeit fait d'abord allusion aux masques que le Besorgen en situation, est amené à porter et qui embrassent toutes les situations possibles, mais aussi à la situation du langage et de la parole qui dans la médiocrité quotidienne voit la différence entre « ce qui est puisé et conquis à la source et ce qui est re-dit » s'effacer Être et Temps (SZ p. 169) (tr.Emmanuel Martineau, p. 133). Cette indécidabilité, constitue l'équivoque de la parole de « l'être-avec » quotidien. Le « Dasein » perd son caractère de « clairière de l'être », pour se refermer dans la relation et la re-dite de la publicité. C'est pourquoi il n'y a ni enrichissement mutuel, ni découverte de notre être en propre (par l'échange avec les autres)  dans la « quotidienneté »[102]. L'absence de fond se voile dans l'évidence et la certitude de la quotidienneté, qui constituent à l'aide du « bavardage » la « réalité » la plus quotidienne et la plus tenace du Dasein[103].

##### Trait général de la quotidienneté
D'après Heidegger, le mode de compréhension du Dasein pris dans la vie quotidienne est le plus souvent, celui de la « médiocrité », de la Die Durchschnittlichkeit. Il ne faut pas confondre « quotidienneté » et « impropriété » (voir Propriété), même si le plus souvent la quotidienneté, se caractérise par son indifférence et par le nivellement des différences, Martin Heidegger Être et Temps § 9(SZ p. 44) . « Cette médiocrité est à chaque fois celle de l'être-public, de l'entourage, du courant dominant, du « comme tout le monde » ». Hadrien France-Lanord relève toutefois que rien n'empêche le Dasein, même si c'est difficile, d'être proprement « lui-même » en son pouvoir être authentique dans la quotidienneté la plus banale.
La médiocrité dispense le Dasein d'une compréhension originelle. Le rapport originel à ce qui est en question dans la parole humaine se perd donc dans l'opinion moyenne, le « on-dit » et le communiqué. La première section note Michel Haar, montre que le « On » est une structure existentiale indépassable du Dasein. On peut voir dans ce ravalement au niveau de l'opinion moyenne, un moyen de défense par immersion du Dasein angoissé face à  l'« être-en-vue-de-la-mort » qu'il est, c'est-à-dire, par une immersion dans quelque chose (la foule) qui, contrairement à lui, ne meurt jamais. Édouard Jolly écrit « Le quotidien, atténue le sentiment d’inquiétude du monde, en fait de même avec l’angoisse de la mort. L’élément moteur du quotidien est la transformation de l’étrange en familier ».
Marlène Zarader précise si le « On » est le mode d'être du Dasein dans la quotidienneté, alors cela signifie que dans cette quotidienneté le Dasein n'est pas lui-même, et par suite, l'autre, autrui, n'est pas non plus proprement Autre (n'est pas Dasein, mais un étant, parmi d'autres).

#### La question de l'authenticité
En régime de quotidienneté, le Dasein est, le plus souvent, perdu dans le « On ». Christian Dubois attire l'attention sur ce paradoxe apparent d'un Dasein « qui ne serait pas indifférent à son être alors que l'analyse part de la quotidienneté, soit, précisément, d'un exister indifférent et moyen ».
En régime de quotidienneté, le Dasein se plie à d'innombrables règles de comportement. La question n'est plus de savoir si dans telle situation le Dasein aurait pu agir autrement qu'il ne l'a fait, ce que l'on appelle traditionnellement la question du « libre arbitre », mais de savoir si le Dasein a pu « choisir ce choix », et se « décider pour un pouvoir-être puisé dans le soi-même le plus propre ». Pour Heidegger, la possibilité d'un tel pouvoir-être authentique, assise sur la neutralité du concept de  Dasein  lui est attestée par la « voix de la conscience », voix qui n'a ni le sens théologique ni le sens moral qu'on lui attribue habituellement.

##### Neutralité et liberté
Dans un chapitre terminal Jean Greisch fait état d'un travail d'auto-interprétation tardif de Heidegger dans lequel celui-ci précise plusieurs points quant à la signification du  Dasein, sa « neutralité » constitutive, et son incidence sur la possibilité de se choisir. Alexander Schnell lie expressément liberté et neutralité, il consacre trois pages à la description de cette détermination fondamentale que l'on peut résumer ainsi :
Contrairement à l'idée d'homme le concept de Dasein  est radicalement neutre, n'impliquant aucune détermination anthropologique (sexe, âge, culture), mais cette neutralité n'est pas une neutralité d'indifférence en ce sens qu'il y va toujours pour le Dasein « de son être ». « L'« être-là » neutre n'est pas l'existant, mais la source originaire de toute humanité factuelle et concrète ». Le Dasein  est neutre vis-à-vis de toute concrétion factuelle, en tant qu'il y va de son existence, lieu de compréhension de l'être, il n'est ni masculin ni féminin. De cette neutralité radicale, il résulte que toutes les déterminations « facticielles » de la vie concrète y sont contenues en leur origine possible. Le  Dasein ne se confond jamais avec tel ou tel existant concret.
Enfin à titre d'ultime visage de cet « isolement métaphysique », le  Dasein  est la condition de possibilité de toute rencontre et de tout rapport à autrui précise Jean Greisch.

##### La voix de la conscience
Ce que conserve Heidegger dans l'idée de conscience c'est uniquement le phénomène de la « voix », la « voix de la Conscience » Stimme des Gewissens, qu'il va soumettre à une analyse ontologique et reconnaître en tant que phénomène originaire du Dasein, c'est-à-dire comme un existential. Cet appel intérieur dit quelque chose de spécifique quant au mode d'être de l'« être-au-monde », il est donc une modalité particulière du « comprendre », qui possède à ce titre un pouvoir de révélation propre. Cet appel pressant et particulier vient interrompre tout le bavardage public qui entoure le Dasein.
Ce qui se donne à « comprendre » dans cet advocation c'est justement le « pouvoir-être authentique ».

##### Le pouvoir être authentique
1. L'appel à être proprement « Soi » ou « être authentique », se présente comme une voix étrangère[N 46], or le Dasein est aussi, dans son être, étranger à lui-même et au monde, comme on voit plus loin dans la notion de « Unheimlichkeit ». C'est ce caractère fondamental du Dasein comme être originairement toujours jeté dans le « non-chez-soi » qui permet de rendre compte du phénomène de « l'appel de la conscience », Gewissen qui sinon en tant qu'appel à soi-même, nous resterait parfaitement inexplicable. Le Dasein vivant sur un mode impropre, se convoque lui-même au nom de son étrangeté essentielle à quitter le « On », à quitter sa fascination pour le monde[117]. Cet appel, lui parle de lui, au milieu de tous les divertissements et affairements qui tendent à l'étourdir.
2. Dans son contenu l'appel fait entendre « une voix qui ne dit rien, qui ne communique aucun message mais qui renvoie le Dasein, vers la seule nudité de son existence »[118] La voix appelle le Dasein à sa « singularité insubstituable » et non à un idéal de vie, ni ne lui adresse aucune injonction par exemple d'avoir à se dépasser. La « voix », nous dit Heidegger appelle le Dasein, à son « être-en-dette » Schuld (traduction Emmanuel Martineau) ou « en faute » (traduction François Vezin)[N 47].

##### La Résolution anticipante
Comme souvent Heidegger utilise des mots comme Entschlossenheit qui, surtout dans leur traduction française, paraissent mettre en jeu la subjectivité et la volonté . Ici encore la « Résolution » ou la « décision d'existence »  selon la traduction de Jean-Luc Nancy, n'a rien à voir avec la volonté. La Résolution c'est l'expression pour dire l'ouverture propre à la « voix de la conscience». Mais comme le remarque Florence Nicolas, afin d'écarter toute référence à la volonté « Heidegger montre que la « résolution » signifie - se laisser appeler- Sich-aufrufenlassen, hors de la perte dans le On pour qui tout est par avance décidé et fixé ».
Ce mot de « résolution » tente de dire, selon François Vezin, la manière authentique pour le Dasein d'être dans sa vérité. Qu'est-ce à dire ? sinon que se transportant mentalement dans la situation incontournable du « devoir mourir », c'est dans cet horizon, que le Monde, ses valeurs et ses attaches affectives vont être soupesés et jugés et par conséquent disparaître dans le néant pour libérer l' « être-en-propre » dans sa nudité. Christian Dubois note« le Dasein devançant, vient ainsi à être lui-même, en soutenant comme possible l'impossibilité de l'existence » Le Dasein est mis en face de sa propre vérité lorsqu'il est renvoyé au néant de son fondement. Il reste à bien préciser que cet « appel de la conscience » ne consiste pas à présenter une option à la manière du libre-arbitre mais à « laisser apparaître la possibilité d'un se-laisser-appeler hors de l'égarement du « On » ». Entendre l'« appel de la conscience », implique de rester aux aguets, tout en continuant le commerce avec le monde.
La prise en charge de l'être-jeté, de l'être en situation, dans la « résolution devançante » ne signifie rien de moins pour le  Dasein, que le fait d'être en propre ce qu'il était déjà sur un mode impropre, autrement dit son existence est transfigurée, au lieu d'«être-au-monde » à partir des autres il l'est dorénavant à partir de lui-même.

## L'Être comme Souci

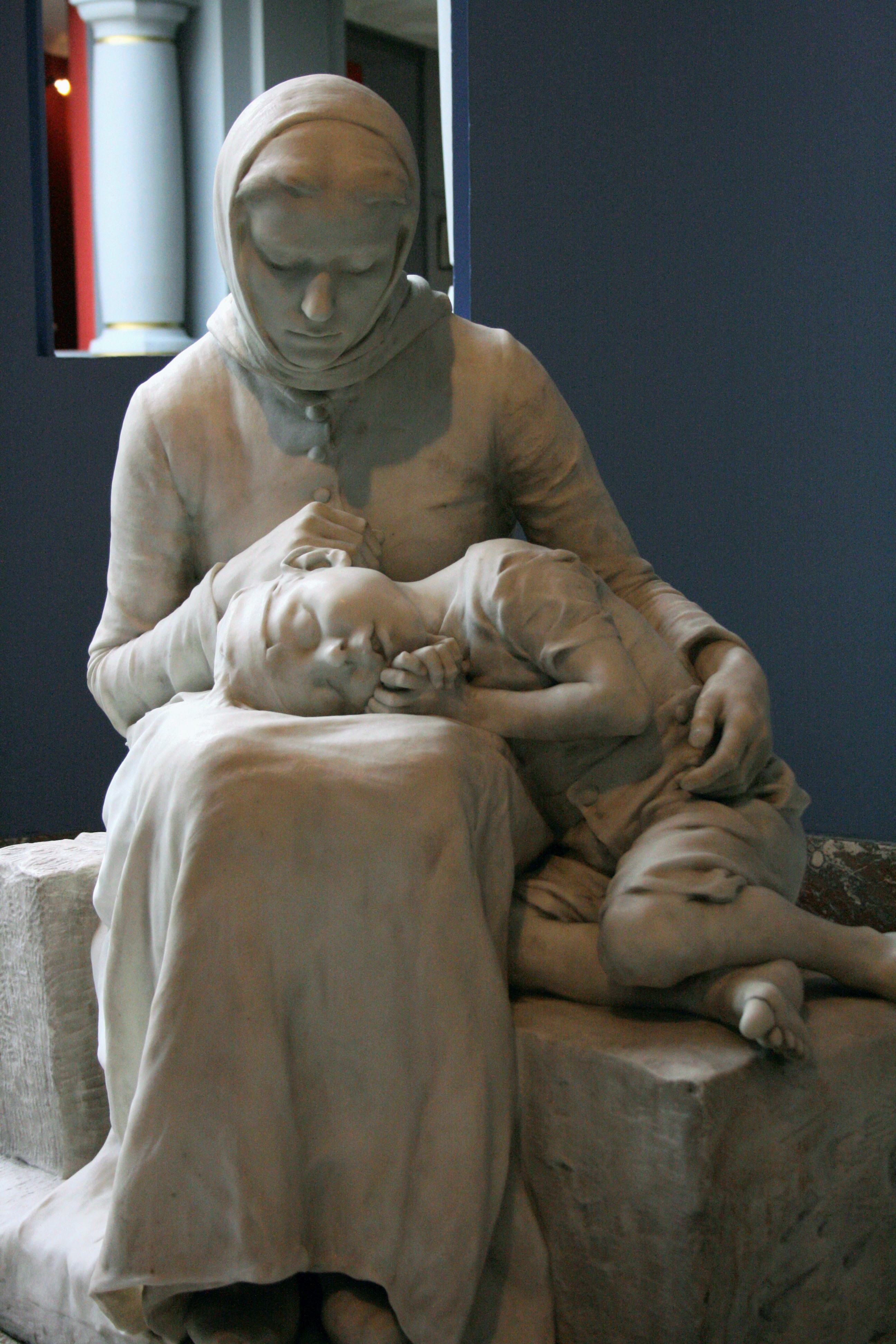
Inquiétude maternelle, de Guillaume Charlier.

« L'être-au-monde est essentiellement Souci (Sorge) »

— Heidegger, Être et Temps
Si l'on donne au mot son sens ordinaire, il se réfère à la précarité de l'avenir et ce qu'il désigne est lié à l'expérience de l'échec. Mais si le souci est lié inséparablement à toute pensée de l'avenir, alors il faut lui donner le sens général et vague de présence continuellement penchée sur l'avenir.
L'« être-au-monde », tendu vers son pouvoir être le plus propre, prend ontologiquement la forme d'un « être en avance sur lui-même », le « devancement ». Heidegger tente de regrouper dans une unité sous-jacente la diversité infinie des comportements humains. C'est le phénomène du « Souci » (au second sens), Die Sorge, qui va remplir dans toute la première section de Être et Temps, un rôle fondamental (§.41) et apparaître comme un moment essentiel de la compréhension du Dasein. Élevé à la dignité d'existential, par Heidegger, ce phénomène va jouer, à travers la préoccupation existentiale (Besorgen), et la sollicitude pour autrui Fürsorge, pour l'« être toujours en avant de soi », qu'est toujours le Dasein, un rôle prépondérant et unifiant.

### L'origine
Avant Être et Temps, dans son ouvrage Prolégomènes à l'histoire du concept du Temps, Heidegger avait posé, dans une première équation, l'identité du « Souci » et du concept husserlien d'Intentionnalité, note Jean Greisch. Dans cette nouvelle interprétation, le concept de « Souci » ne peut en aucun cas être compris et réduit, à son sens commun de pulsions psychologiques, comme le « vouloir », le « souhait » ou le « penchant ». En effet ce dont se convainc Heidegger, c'est « l'intérêt herméneutique du concept et que la compréhension d'être présente dans le Dasein s'exprime pré-ontologiquement sous cette forme » comme le prouverait une très vieille fable (la 220e du corpus des fables d'Hygin) souligne Jean Greisch  dans son commentaire.
D'autre part, c'est aussi dans la préoccupation inquiète du chrétien chez Saint Augustin qu'étudie Heidegger dans les années 1920, qu'apparaît le thème du « Souci », thème qui sera progressivement amplifié et étendu, jusqu'à devenir la détermination essentielle et le fondement du Dasein.

### Le travail herméneutique
Cette notion de « Souci » (Die Sorge), qu'une vieille tradition lui offre, va prendre chez Heidegger une tonalité particulière, très éloignée du sens usuel de trouble psychologique, qu'exprime l'inquiétude ou la simple préoccupation, et qui ne pourra être comprise qu'en prenant en compte le sens entier de l'existence : ainsi « le mot existence nomme l'être de cet étant qui se tient ententif à l'ouverture de l'être qu'il soutient » . Ce « soutenir » ainsi ressenti, cette attention à l'« être » a le nom de « Souci » (Question I p. 34), « car tout Souci est, souci de l'être ».
S'il s'agit de partir d'expériences concrètes de la « vie facticielle », la construction du concept ne procède pas cependant d'une sorte de généralisation. Pour Heidegger, il s'agit toujours d'une structure a priori, préalablement donnée, entendue comme condition de possibilité des « soucis de la vie » et des « actes de dévouement ».

#### De l'angoisse «devant» à l'angoisse «pour»
Il a été vu que le phénomène de l'angoisse peut susciter un comportement de fuite du  Dasein « devant » l'« être-en-propre » . L'angoisse n'est pas seulement angoisse « devant » mais en tant qu'« affection ententive » elle est aussi bien angoisse « pour » ; pour l'« être-au-monde » lui-même qui ne peut plus, esseulé, se comprendre à partir du monde et des explications convenues et traditionnelles,.

« L'angoisse fait éclater au cœur du Dasein l'être envers le « pouvoir-être » le plus propre, c'est-à-dire l'être libre pour la liberté de se choisir et de se saisir soi-même »

. Comme le souligne Marlène Zarader, « le souci usuel s'enracine dans un plus haut sens qui est le soin que l'homme prend de son être ».

#### L'ontologisation du concept de souci
Ainsi que le remarquent Annie Larivée et Alexandra Leduc, se référant aux conditions de possibilité « […] l'éveil à la vigilance et le souci de soi (souci pour son propre être), ne peuvent faire sens que pour un être qui est déjà fondamentalement souci ». Pour Heidegger, élargissant le champ du concept, le « souci ontologisé », va apparaître, non plus comme une simple disposition psychologique mais comme le mode premier de tout homme dans son rapport au monde, « il est l'élan à la source de tous les comportements humains possibles, qu'ils soient pratiques ou théoriques, conscients ou non », il est, en résumé, à travers sa mobilité, ce qui procure au monde sa significativité.
Dans les Interprétations phénoménologiques d'Aristote de 1922 Heidegger ajoutait déjà « dans la mobilité du souci est vivante une inclination au monde, à titre de disposition à se perdre à s'y laisser prendre ». Le « Souci », qui est « compréhension du monde », entend sa possibilité à partir de sa propre possibilité d'exister, c'est-à-dire conformément à sa situation d'« être-jeté », et non plus à partir du maniement des objets extérieurs. Le Dasein angoissé n'en restera pas moins « empêtré » et « empêché » de retrouver son être le plus propre que seule la conscience authentique de la mort lui fera retrouver.
C'est sous ce terme de « Souci » que Heidegger va regrouper l'ensemble des traits du Dasein « qui est un étant pour qui dans son « être-au-monde », il y va de son être » écrit Jean Greisch reprenant la formule de Heidegger. Parce qu'« il y va de son être », autrement dit que son être fait question que le  Dasein est voué à la question de l'être précise Jean Grondin. Dans ce concept de « Souci » dont la structure ontologique est : « le devancement de soi », Heidegger pense trouver l'articulation originaire permettant d'unifier la « plurivocité » des modes d'être du Dasein expose encore Jean Greisch. Toutes les manières d'avoir commerce avec l'étant, -la contemplation, la curiosité, le savoir théorique, le savoir faire, le moment propice, - tirent leur origine d'un souci de l'homme, témoignent de la diversité des modes de ses préoccupations qui dévoilent au Dasein le monde.
C'est aussi le « Souci » qui va permettre à  Heidegger de rendre compte du concept usuel de « réalité ». « seul un étant ayant ce genre d'être peut buter sur du résistant en tant qu'étant à l'intérieur du monde. La conscience de la réalité est elle-même une variété de l'« être-au-monde » » Être et Temps (SZ p. 211).
Le « Souci » considérablement élargi et «quotidiennisé », perd sa tonalité tragique, témoin le recul dans les autres œuvres du penseur, du thème du « souci-inquiétude » sans toutefois que « Heidegger délaisse complètement le souci-inquiétude, car cette dimension, apparue lors des analyses de la spiritualité chrétienne, jouera toujours un rôle dans sa pensée » selon Annie Larivée et Alexandra Leduc.

#### La structure du concept de Souci
Destiné à fournir une base phénoménale unique permettant d'appréhender le Dasein dans la diversité et la totalité de ses modes d'être, le Souci reste un phénomène originaire complexe qui sera considéré comme l'avant dernier phénomène avant l'étude de la temporalité dans la deuxième section de Être et Temps.

### Le rôle de ce concept de Souci
L'insistance de Heidegger sur cette détermination, et la place qu'il lui attribue, montre que le « Souci » doit être considéré comme un mode fondamental de l'« être de l'homme », et gardien de sa plurivocité. Il ne doit pas, par exemple, être compris comme « Souci de Soi » au sens égoïste, car, comme le fait remarquer Jean Greisch, le Soi, en lui-même, est déjà ontologiquement entièrement défini comme « retour sur soi » et y rajouter le souci serait écrire une tautologie,.
Heidegger peut se permettre de qualifier de « tautologique » l'expression de « Souci de Soi », en raison de la connexion originaire qu'il établit entre « Souci » et « Ipséité » souligne Jean Greisch. L'« être-là » n'a plus ici, la constance d'un « étant-sous-la main », une constance substantielle, simplement soumise à « différentes altérations, il faut penser », écrit Greisch, le sens de la constance, la  Ständigkeit , de l'ipséité à partir du Souci : L'ipséité ne peut être déchiffrée existentialement que sur le pouvoir-être soi-même authentique, c'est-à-dire sur l'authenticité de l'être du Dasein  comme souci.
Au sens existential « tout souci, qualifié de « pour soi » ou « pour autrui », ne peut être originairement que « souci de soi », car il y va pour l'« être-au-monde », de son être même ». Le Dasein, n'« est », qu'en étant préoccupé par le monde et sollicité par autrui. Le souci va être, l'élan premier qui procure au monde sa significativité. C'est enfin par le « Souci » que l'expression, maintes fois répétée dans Être et Temps « Il y va de son être », que l'on doit comprendre précisément comme « souci de se perdre », prend tout son sens.
Il porte attention à l'étant qu'il est lui-même, mais aussi à l'étant qu'il n'est pas, et qui peut être de l'ordre du Dasein lui aussi, c'est-à-dire autrui. Pour le Dasein, il faut interpréter le « Souci » comme une ouverture originaire, à son être en propre et aux autres et c'est cette ouverture à soi et aux autres que l' « être-là » inauthentique fuit pour se réfugier dans la familiarité et dans l'intimité déchéante du chez soi.

## La temporalité du Dasein

Temps réel

La « Temporalité » du Dasein comme la temporalité en général sont en tant que questions fondamentales, abordées à travers les travaux de Françoise Dastur. La question que se pose Heidegger est, quelle est la temporalité qui est impliquée dans les structures existentiales qui caractérisent de l' « être-au-monde » ?
Rudolf Bernet repère dans la Revue philosophique de Louvain, trois niveaux de temporalité « qui dérivent les uns des autres en vertu d'un rapport de fondation ».
1. Le temps de l'énonciation et de la préoccupation qui se nivellent dans le temps vulgaire de la nature, le temps des horloges, qui relève de l'analyse existentielle.
2. Le temps de la possibilité a priori de ce qui précède dans l'unité ek-statique du présentifier qui ouvre l'analyse existentiale.
3. La « temporation » originaire de la temporalité ek-statique dans l'existence propre du Dasein revenant sur soi qui conduit et clôt l'analyse existentiale.

### L'analyse existentielle
Pour l'appréhender, le philosophe doit expliciter en tant que tels les aspects de la mobilité du Dasein : comme projet en vue de soi-même, le Dasein quotidien s'explicite « existentiellement » (soit dans le monde concret) en une suite de moments qui sont ses modes d'être.
L'« être-au-monde » quotidien existe d'abord, toujours et à chaque fois, sur le mode de la « dispersion », du « hors de soi », où le « soi propre » ne se distingue pas de la moyenne, du « On » (« on » pense comme les autres pensent) : c'est la « déchéance » (Verfallen), qui signifie un mode d'être, éloigné de son moi propre, un « être-déchu » en immersion dans le monde (affaires ou divertissement). Pour Heidegger, ce mode en immersion n'est rien d'autre qu'un refus et un recul devant la marche vers le propre « soi-même », ordonné par la « voix de la conscience » au sens heideggerien d'où il résulte un sentiment de défaut permanent, de manque, d'incomplétude de l'être qui se sent alors « en faute » (voir Être-en-faute ou « en dette} ».
Cependant, il ne peut y avoir fuite devant soi-même que si, en quelque façon, le Dasein est déjà mis en présence de son soi-même en propre, de son être possible car on ne peut fuir que devant ce que l'on connaît déjà en quelque manière. Or, il n'y a rien dans la préoccupation quotidienne y compris la méditation solitaire, qui puisse expliquer ce face-à-face, rendre compte de cette connaissance anticipée, ni de l'angoisse qui en résulte : au contraire, puisque le but de cette immersion dans le quotidien, de l'affairement et de l'étourdissement dans le monde comme des comportements de retrait visent justement à l'éviter, à l'oublier ; c'est dans une autre dimension qu'il faut rechercher les conditions et modalités de cette confrontation. La résolution et la décision pour le Soi n'impliquent a priori, aucun renoncement mais seulement un autre regard sur le « monde ».

### L'analyse existentiale
L'« angoisse », qui libère momentanément de la fascination du monde, transporte bien le Dasein devant son « être-possible » le plus propre, mais, le plus souvent, mal comprise, elle conduit à accélérer la fuite et à un redoublement de la «préoccupation », au sens où elle n'est pas la modalité d'existence qui assure l'appropriation du « soi » dans sa vérité.
C'est le phénomène anticipé de la conscience de sa mort qui va assurer au Dasein la base phénoménologique de cette compréhension, et lui donner la possibilité d'exister en mode propre, par la «Résolution anticipante ». La mort endurée « ici et maintenant » comme une pure possibilité n'est alors plus un événement lointain mais, , selon l'expression de Françoise Dastur  pure « possibilité de l'impossibilité sans mesure de l'existence » qui est aussi la conquête de son « être en propre » ». L'« Être-vers-la-mort », où le Dasein a à faire face à la « déréliction » la plus complète, mais qui en contrepartie, est aussi le fondement nécessaire de son « ipséité », de son « être-soi ».

### Le temps comme structure intime duDasein
C'est dans l'analytique du Dasein menée dans son ouvrage  Être et Temps  que Heidegger expose le caractère temporal du Dasein et donc de l'« être humain », à travers la mise à jour des divers moteurs de sa mobilité comme l'anticipation de la mort, son « avoir-à-être » à partir de son « être-jeté » et son exposition au monde, qui se manifestent conjointement dans ce que Heidegger appelle sa triple extase temporelle ou temporalité « ek-statique » ou originaire , originaire au sens où le temps physique, le temps des horloges, ne serait qu'un dérivé.
L'exposition de la « temporalité » est complexe, difficile à cerner, parce que tout à fait étrangère à la perception traditionnelle du temps. En suivant la démarche de Christian Dubois on peut prendre comme point de départ le Dasein, ouvert à lui-même, qui se comprend comme pur « pouvoir être ». La thèse qu'Heidegger soutient c'est que seul un phénomène comme la « temporalité » rend cette pré-compréhension possible. Que faut-il entendre ici par temporalité ? s'interroge alors Christian Dubois  Le Dasein soucieux et « devançant » , vient à être lui-même en faisant face à la possibilité de sa mort (l'être-vers-la-mort), c'est-à-dire que cette venue à soi provient en quelque sorte de l'« a-venir » en un sens tout à fait particulier. L'« a-venir » Zu-kunft ici évoqué n'est pas le « non-encore-présent » mais pour le Dasein« la modalité d'un possible accomplissement de soi-même ». De plus le passé n'a de sens que pour autant que le Dasein puisse être son passé. « Le passé, ici, n'est pas ce je traîne derrière moi ou un souvenir , mais une possibilité d'être qui assume ce passé ».
En résumé, cette temporalité n'a rien à voir avec l'intra-temporalité des choses, c'est une temporalité originaire qui se temporalise selon trois directions ou trois « ektases », l'avenir, le passé, le présent avec prédominance de l'avenir et qui à elles trois vont constituer le phénomène unitaire de la temporalité selon Alain Boutot. Le temps classique le temps des horloges dérivera dans l'esprit d'Heidegger de cette temporalité authentique originaire. Françoise Dastur présente, dans son livre, un long commentaire sur ce phénomène difficile de la temporalité.
La vraie rupture avec la tradition consiste à considérer que l'être de l'homme n'est pas seulement dans le temps, temporel comme l'on dit habituellement, mais qu'il est en quelque sorte, dans sa substance propre, constitué de Temps, qu'il est « temporal », ou « historial ». Jean-François Courtine écrit que c'est dans son interprétation de la doctrine platonicienne de la « Réminiscence » que Heidegger va tirer l'idée d'une « relation originaire de l'être et du temps » qui est à l'œuvre dans l'étant qui comprend l'être.

#### Temporalité extatique
La temporalité nous permettrait d'atteindre le phénomène originaire et unitaire rendant compte de toutes les structures du Dasein, lesquelles sont toutes des modes de temporalisation de la temporalité, note Françoise Dastur. La difficulté consiste pour Heidegger à chercher à unifier les trois dimensions du temps en évitant de donner comme tous les prédécesseurs un privilège particulier au « présent ». Pour lui c'est l'« existentialité », c'est-à-dire ontologiquement l' «avoir à être » qui porte tout le poids de la temporalité d'où le primat accordé non plus au présent mais à l'« avenir » dans la « temporalité extatique ».

#### Temporalité kairologique
Le temps kairologique c'est le temps du choix, le temps « kaïrologique », c'est à l'origine, l'occasion, le moment propice que la vieille sagesse grecque apprenait à reconnaître, à discerner grâce à la vertu de prudence, et à saisir par les cheveux.

### L'historialité ou l'historicité duDasein
Dire que le Dasein est historial, c'est dire que le Dasein n'a pas simplement une histoire mais qu'il est lui-même « historial », et ceci en deux sens distincts :
1/-Comme il est spatialisant, le Dasein est aussi un être « temporalisant » ou mieux « temporant », il est d'abord cet « « être-étendu » » entre sa naissance et sa mort, d'une extension qui lui est consubstantielle, ce qui veut dire qu'il vit d'une vie qui embrasse co-originairement et toujours, dans la temporalité extatique l'ensemble de sa vie. Heidegger combat ainsi de toutes ses forces le risque qui pèse sur une représentation temporelle comprise en termes de spatialité ou de successivité qui supposerait l'existence d'un « Soi », subsistant auquel il échoirait en outre de s'étendre dans le temps par le souvenir et le projet ; mais comme pour la spatialité le Dasein est d'emblée dans son être « constitué en extension » et non comme un soi statique avec une relation au temps problématique. C'est dans cette mesure seulement que le Dasein peut être dit la source du « temps ».
2/-Dans la mesure où le Dasein reçoit librement en héritage la tradition, que, pour ainsi dire, il « « se la délivre à lui-même » » pour l'accomplissement de son « destin », alors seulement c'est dans cette possibilité que le Dasein va être dit historial précise Jacques Rivelaygue.
Dans le débat entre historicité et historialité trois points peuvent être soulignés :
« Dans son être toujours en avant, toujours hors de lui ce que Heidegger nomme son « pro-jet », n'est rien d'autre que ce temps même, antérieur à tout temps mesurable, le « pro-jet » n'est pas dans le temps des horloges, dont il en est au contraire la source » écrit Jean-Paul Larthomas.
Jacques Rivelaygue fait la remarque que la temporalité horizontale (Ek-statique) serait à elle seule toutefois insuffisante pour attester l'unité du Soi dans le temps concret, il y faut l'approche historiale comprenant à la fois l'implication réciproque de la Résolution anticipante et de la reprise de l'héritage.
Servanne Jollivet note que la prévalence du temps vulgaire, celui des horloges, pousse la science historique à se fermer à la force du possible, alors que l'historial préserve une possibilité d'être, qui ouvre par la reprise d'une tradition une possibilité inédite, au « vivre ensemble ». En son absence, la science historique seule, voue ce « vivre ensemble » au bavardage et à l'équivoque.

## La Dynamique duDasein

### La Mobilité du Dasein
Plutôt que de « mouvement », qui est une catégorie traditionnelle, il est question ici de « mobilité », que l'herméneutique et la phénoménologie des mouvements propres à la vie s'appliquent à pénétrer tels que celui de « devancement », d'« avoir à être », de « dévalement».
À noter que cette « mobilité » n'est ni spatiale, ni temporelle, elle ne se déroule pas dans le temps, elle n'est donc pas non plus redevable de la psychologie ni de la volonté : il s'agit d'un « mouvement » immobile dans l'être même. Il faut comprendre les expressions : « être-hors-de-Soi » ou en « avant-de-Soi », comme être spécifiquement sur le mode du « pouvoir-être », qui constitue leur caractère « historial ». Didier Franck, parle à ce propos « d'un mouvement sans mobile, d'un mouvement qui ne déplace aucune ligne, dont ni l'espace, ni le temps ne sauraient donner la mesure. Non pas mouvement de l'être mais « mouvement d'être » qui est lui-même ».
C'est spécialement à l'herméneutique appliquée à l'expérience de la vie religieuse qu'il a intensément étudiée, que Heidegger doit selon Jean Greisch, sa compréhension de la « mobilité » spécifique du Dasein ; expérience marquée par la découverte de « la pesanteur, de la tentation, de la fuite devant soi et du dévalement à travers la notion religieuse de chute », tous éléments de la vie facticielle du croyant qu'il voit comme exemple paradigmatique du comportement « soucieux » de l'homme envers son propre être (voir Phénoménologie de la vie religieuse).
L'herméneutique nous découvre les divers moments de cette mobilité qui se rejoignent dans l'unité structurelle du « Souci » :

#### La mienneté
Ce phénomène, de la « mienneté » correspond à la traduction de Emmanuel Martineau de l'expression heideggérienne, Jemeinnigkeit  dont une traduction plus fidèle devrait être selon Hadrien France-Lanord « être-chaque-fois-à moi » pour en rendre le sens dynamique : « c'est à chaque fois à moi qu'il revient d'être ou de ne pas être ce que j'ai à être » (on trouvera un autre développement sur ce concept central à La Mienneté). Ce concept étroitement lié à l'existence est celui par lequel le Dasein se rapporte continuellement à « lui-même ». Appartenant à l'existence, la « mienneté », est à chaque fois « à être ». Ce qui veut dire que l'« être » du Dasein est à « chaque fois » en jeu, à conquérir. Le retour sur soi - est le phénomène principal : le Dasein se rapporte constamment à lui-même, comme à son « pouvoir-être », d'où il ressort toujours en avance sur lui-même, deux directions de mouvements sont alors possibles, la fuite dans l'affairement auprès du monde et la dispersion, ou, a contrario, le retour sur son pouvoir-être le plus propre (caractère de ce qui est propre), l'authenticité, ou la perte dans l'inauthenticité.

#### Le devancement
Dans son existence, le Dasein apparaît comme un être éternellement tendu vers son « pouvoir-être » le plus propre ; cela se traduit ontologiquement par l'idée d'un être toujours et par essence en « avance sur lui-même », qui se découvre « pouvoir-être », pure possibilité en se devançant. Ce mouvement qui le porte « en-avant de soi », en vue de son « pouvoir-être » authentique, sous l'injonction de l' « avoir à être » de la « voix de la conscience », Heidegger l'appelle Résolution (Die vorlaufende Entschlossenheit). Heidegger décrit cette Résolution comme « l'envol du  Dasein à même ce qui se rencontre dans la situation en fait de possibilité dont il puisse se préoccuper. » Être et Temps (SZ p. 338). Françoise Dastur note que le devancement (Vorlaufen) au sens heideggérien, en vue du « pouvoir-être » est directement en connexion avec l'être « proprement en vue de la mort », les deux mouvements se trouvant réunis dans la « résolution devançante ».

#### Le dévalement
Le mouvement le plus caractéristique est celui de la chute du Soi dans l'impropriété du monde qui ne doit pas être conçu comme extérieur au Dasein mais comme un mode d'être de celui-ci, le monde impropre est aussi au même titre, celui du Dasein (Être et Temps §38). Le Die Verfallenheit, ou « dévalement » et aussi comme autres traductions possibles « chute », « déchéance »  [du Dasein]. Ces termes doivent être purgés de leur sens dépréciatif note François Vezin, il s'agirait soit d'un penchant naturel, d'un laisser-aller, soit d'un vouloir vivre sa vie, dans un rapport de plus en plus étroit avec le monde, qui se paye en contrepartie d'un éloignement vis-à-vis de son « être-en-propre », c'est-à-dire du centre de soi-même. La « pro-priété », ce qu'est le Dasein, en raison de ce qui lui appartient en propre, ou « l'être-authentique » est toujours perdu de vue et inlassablement à reconstituer. L' « être-là » de la quotidienneté verse immanquablement dans l'errance et l'inauthenticité, il est toujours fini, toujours incomplet, toujours dispersé et accaparé dans le monde.

#### Le projet-jeté
« Être-jeté », Die Geworfenheit  le Dasein a « toujours-déjà-été » : cet « avoir-été » est partie intégrante de son existence, il porte ainsi comme toujours la charge de son « être-été », toujours amputé d'un certain pouvoir-être originel ; comme projet, Enwurf, correspondant à quelque chose comme « être-jeté-se-projetant », il renonce à certaines possibilités de Soi. Dans son entente du monde, le Dasein, projette son être vers des possibilités comme projet en vue de soi-même, mais comme le remarque Jean-Paul Larthomas, c'est dans une reprise de l'« être-été », en revenant sur « l'être-jeté » initial, que le Dasein va chercher ses possibilités les plus propres.
Jean Greisch écrit « Le Dasein n'existe qu'en se projetant vers des possibles, […] il est constamment plus qu'il n'est factuellement, […] il est donc «existentialement » ce qu'il n'est pas encore en son pouvoir-être factuel ».

#### L'être-en-dette
Le Dasein est, de par sa constitution, toujours en manque de quelque chose. Il se comprend, « mais se comprend mal », comme une chose au milieu d'autres choses. Pour autant, l'erreur sur le « soi » ne concerne que la vision existentielle de la vie (l'affairement au monde), et nullement la pré-science ontologique qu'a le Dasein de lui-même à travers l'appel lancinant de la conscience qui le somme, en étant à la hauteur de sa tâche, de se préoccuper de son « être en propre ». Cet appel qui s'adresse au Dasein perdu dans le « On » que Heidegger attribue dans un mouvement de rétroversion au Dasein lui-même, à celui qu'il pourrait être.

#### L'être-vers-la-mort
C'est en découvrant la « temporalité du Dasein » que Heidegger va mettre à jour le fondement de sa mobilité essentielle qu'il attribue à l'expérience limite de l'Être-pour-la-mort.

#### L'être-en-retrait
Dans un de ses livres, Heidegger fait appel à Homère pour exposer un autre trait essentiel de l'homme, le « demeurer-en-retrait ». Didier Franck souligne un phénomène notable relevé par Heidegger à propos d'un épisode de l'Odyssée relatant « les larmes cachées d'Ulysse », loin de sa patrie, lors d'un repas festif, offert en son honneur « Alors que pour nous, Ulysse pleure sans être remarqué par les autres convives, à l'inverse il apparaît aux Grecs comme nimbé d'un retrait qui le soustrait aux regards de l'assistance ». Pour Heidegger ce n'est pas Ulysse qui se cache mais l'« être-pleurant » qui reste en retrait et qui est donc une manifestation du « retrait de l'être ».

### La Spatialité du Dasein
La question de la « spatialité » du Dasein est abordée à partir des livres de Didier Franck et de Françoise Dastur, ainsi que l'ouvrage de référence Être et Temps.
1. Parler de la « spatialité » du Dasein c'est s'interroger sur son « sens spatial », et pas seulement de l'occupation d'un certain espace. Pour aborder ce « sens spatial » il convient ici aussi remiser momentanément la notion d'espace au sens physique, c'est-à-dire celui d'un espace habité par une quantité d'étants. Le « sens spatial », dont il est question, ressort avec vigueur de la transposition française du Dasein en « être-le-là », ce « là » qui appartient à la définition du Dasein lui-même, évoque un lieu, un décèlement, une ouverture[180]. C'est à même ce lieu que s'expose le monde. Mais cet être n'est pas abstrait, il est à chaque fois « le mien », celui qui est l'objet de mon souci, « la mienneté » est le rapport du Dasein à son être qui rend possible le « je », « spatialement incarné et sexué »[45].

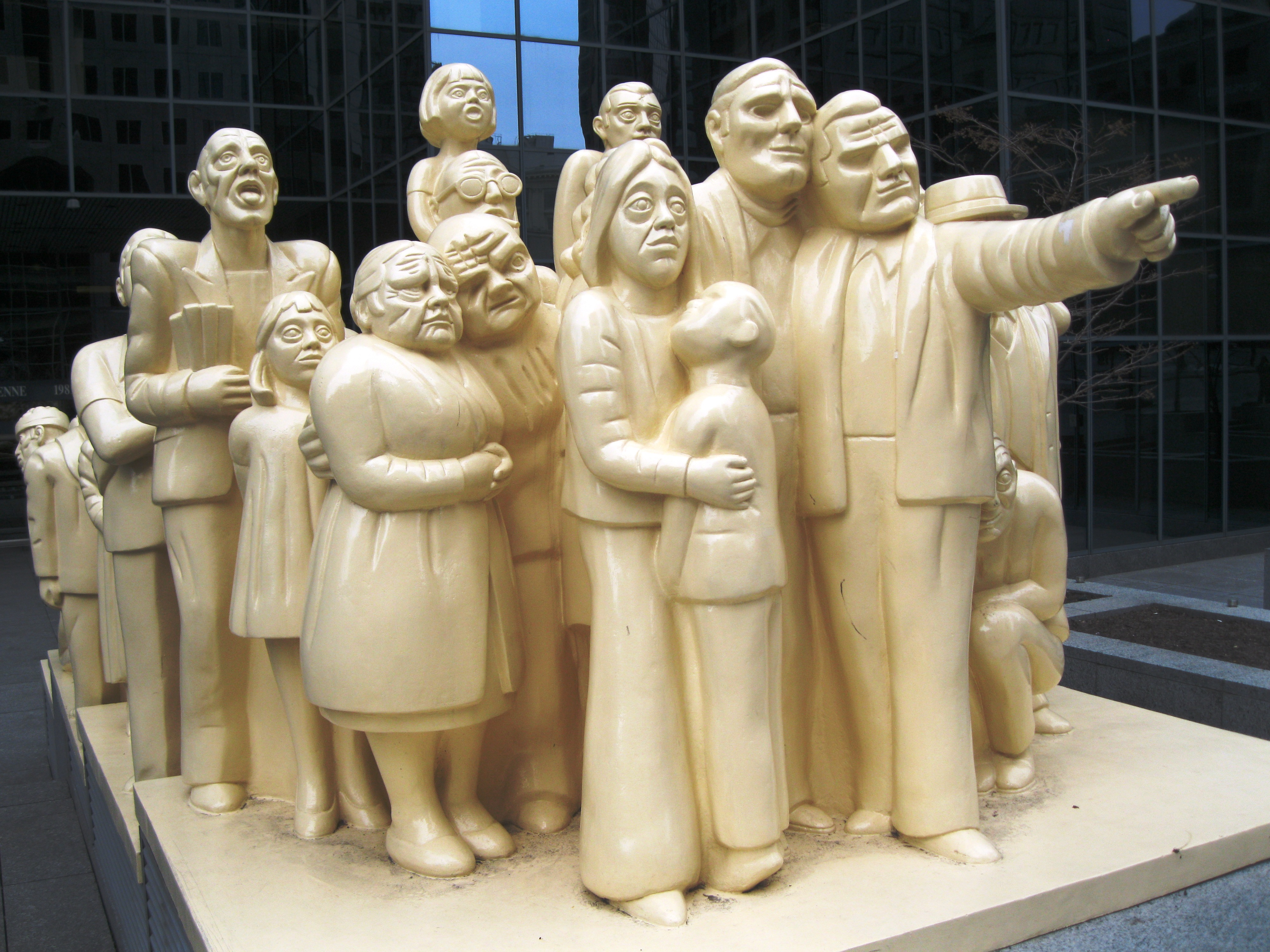
La Foule illuminée, par Raymond Mason.

2. Le phénomène fondamental est toujours l'« être-au-monde » à partir de quoi une détermination spatiale doit pouvoir être exposée. « L'espace n'est compréhensible qu'à partir de la « mondéité » parce que l'espace est dans le monde et non le monde dans l'espace » nous dit Didier Franck[181]. Ce monde, c'est l'Umwelt, « le monde ambiant » qui s'étend sur tous les étants dont le Dasein a le souci. Les étants s'organisent en complexes d'outils, en contrées (exemple : la table de travail avec livre, cahier, stylo…). Jamais il n'y a primitivement perception d'objet séparé[63]. C'est la préoccupation qui assure le discernement du Dasein quotidien, c'est elle qui se heurtant au dysfonctionnement, découvre tout à coup l'objectivité de l'objet, cachée à ses yeux jusqu'ici.
3. La finalité est prioritairement ce qui se dévoile dans la préoccupation du Dasein auprès du monde (le marteau sert à enfoncer un clou, le clou à réparer une semelle, la semelle complète le soulier, etc.). Il n'y a d'« entente », note Didier Franck[182] d'un étant intra-mondain au sens ontologique que « après avoir compris, c'est-à-dire, projeté l'ensemble du complexe référentiel dont il constitue l'ancrage dernier » et « ces rapports, cramponnés les uns aux autres en une totalité originaire, sont ce qu'ils sont en tant que référer-signifiant par lequel le Dasein se donne d'avance à comprendre son être-au-monde »[183]. Si l'on considère que l'expression « être-au-monde » n'a nullement le sens d'une inclusion (dans un espace), mais celui d'un « habiter »[184] : autrement dit, une façon d'être à l'espace, un mode de spatialisation, alors le Dasein va habiter un monde dans lequel il a ses aises (Wesen, voir Wewen), monde qui se distribue en contrées fonctionnelles dans lesquelles les étants, comme « outils respectent leur appartenance finalisée à un ensemble »[185]. Dans son commerce avec le monde ambiant, le Dasein est essentiellement « é-loignant » qui dans le sens que lui donne Heidegger, correspond à une constitution d'être du Dasein signifiant une propension à « abolitir le lointain » en laissant venir à son encontre (laisser être) dans la proximité[186]. C'est à partir de la préoccupation quotidienne que les lieux, les places et les voies de passage sont dévoilés, pour donner spontanément un espace articulé faisant sens. L'espace en tant que pur espace quantitatif, celui de l'expérience quotidienne, homogène, isotrope, continu et illimité, disparaît, pour le retrouver nous devons faire un sérieux effort d'abstraction.
4. Les deux traits fondamentaux du caractère spatialisant du Dasein sont sa tendance à la proximité et aussi son caractère orientant à travers l'organisation de contrées. « La proximité ou la distance ne sont pas des grandeurs fixes ..car elles se plient à un critère très précis : la préoccupation circonspecte décide de ce qui lui est proche ou lointain » écrit Jean Greisch[187]. Le plus éloigné physiquement peut ainsi être le plus proche. La possibilité de penser la spatialité et notamment l'orientabilité du Dasein soulève la question du corps que les deux commentateurs Jean Greisch et Françoise Dastur reconnaissent manquer dans l'analyse existentiale et ce manque poser problème.
5. Françoise Dastur[188] écrit : « le Dasein ne peut jamais être présent dans l'espace à la manière d'une chose, Il n'est, en effet, pas seulement présent dans l'espace que remplit son corps, mais il « occupe », au sens littéral du terme, de l'espace » sur le fond de sa préoccupation. Gadamer[28] écrit « dans sa finitude et son historicité, Dasein n'en est pas moins un « là », un « ici » » mais aussi un « là-bas », un proche et un lointain, Nähe und Ferne ) comme il est dans sa temporalité, « un présent dans l'instant, un « à-venir » et un « avoir-été », une plénitude de temps et un lieu de rassemblement de tout ce qui est ». Le Dasein porte son « espace » et son « temps » avec lui.

### Être-en-faute, Conscience et Résolution

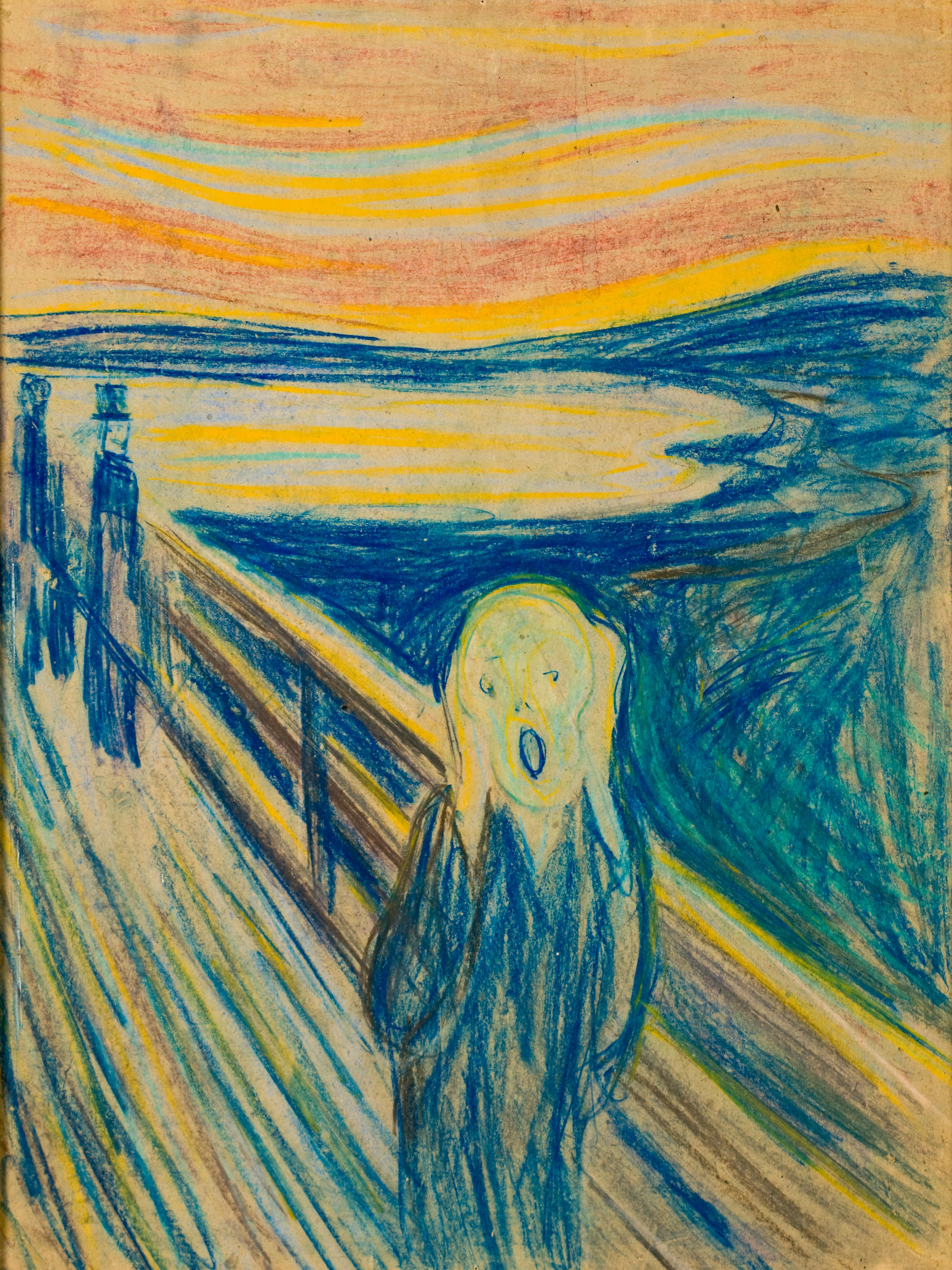
Le cri d'Edvard Munch.

C'est à travers l'expérience de sa finitude que le Dasein se découvre, selon l'expression de Heidegger, « en faute ». Du jour de son existence, Heidegger parle d'existence jetée, il est remis à lui-même et responsable de lui-même, sans jamais avoir été maître de son propre fondement. De plus, comme « être jeté-se-projetant » (ayant des projets), il renonce par contre-coup, à certaines possibilités de « Soi » qui auraient pu être, renoncement qui représente une seconde source de négativité. Or jeté dans l'existence, il existe comme vivant comprenant toujours déjà « QUI, il peut être », « QUI, il est » et « QUI, il a à être ». La conscience qui lui révèle son être possible n'est autre que l'appel du Dasein lui-même en tant « qu'il a à être et qu'il n'est pas à ce qu'il est ». À noter que cette conscience, qui n'est pas autre chose que le Dasein lui-même dans ses profondeurs, n'a dans l'esprit d'Heidegger, aucun caractère moral, juridique ou psychologique.
La conscience Gewissen  ramène le Dasein, perdu dans le « On », à son être en propre, qui est l' Être-en-faute, pétri de négativité. Sur l'injonction de « la voix de la conscience » « qui n'est pas l'attribut de quelque chose qui serait comme une conscience », le Dasein s'ouvre à lui-même comme il est ouvert au monde. C'est cette « ouverture » à soi-même, dans son intime vérité, qu'Heidegger nomme Résolution, cette Résolution, qui est aussi transparence, fait écho, « la décision volontaire en moins », à l'injonction augustinienne « à ne pas s'en laisser conter ». À noter qu'il ne s'agit pas d'un enfermement sur Soi et que le Dasein résolu, inquiet pour son être, reste toujours « être-au-monde », il est toujours auprès des autres mais dorénavant, à partir de lui-même, et non plus sur la base d'un comportement moyen public et dans cette mesure il devient apte à accueillir le propre d'autrui, c'est-à-dire autrui dans sa vérité non mondaine.Il reste à bien préciser que cet appel de la conscience ne consiste pas à présenter une option à la manière du libre-arbitre mais à « laisser apparaître la possibilité d'un se-laisser-appeler hors de l'égarement du « On » ». Entendre l'appel de la « voix de la conscience » correspond donc à rester « éveillé ».

### Facticité et Contingence
L'analyse des modes marquants de l'« existence facticielle », autrement dit les situations concrètes successives du Dasein dans son quotidien est potentiellement infinie.
Il suffit de décliner les termes de peur, d'emballement, de tentation, de désir, de répulsion, de culpabilité, de fragilité, de chute, de dispersion, de fuite, de fardeau, de faillibilité et d'empêtrement dans des situations impossibles, tous ces termes recouvrent des vécus qui correspondent à l'emportement et à la confusion de la vie concrète de l'homme, dans la tribulation de l'existence, d'un homme qui ne cesse pas de se perdre et de se retrouver. Jean Greisch fait dans son ouvrage « L'Arbre de vie et l'arbre du savoir » une ample description du contenu de ces phénomènes. Michel Haar  résume ainsi « le mouvement fondamental de la vie facticielle, c'est-à-dire de notre vie d'aujourd'hui est penchant ou inclination : l'inclination du souci est éparpillement dans les activités ou les préoccupations et mouvement vers soi...la facticité dispersée s'efforce de se masquer le vide de sa constante fuite de soi et perte de soi ».

### L'être le plus inquiétant, le Dasein
Autre trait particulièrement mis en évidence par Heidegger dans Introduction à la métaphysique,, le caractère terrible, effrayant et violent « Gewalt-tätigkeit » du Dasein dans son essence.
Parmi tous les étants, l’homme est celui qui est le plus « in-quiétant » ; parce qu'il surgit hors de ses limites, transgresse les frontières du familier, il est, essentiellement, expulsé au dehors de toute possibilité de quiétude. La sentence prononcée par le « chœur » n'énoncerait pas une qualité particulière de l'homme mais donnerait, ici, ce qui peut être considéré comme la véritable vision grecque de l'homme.

## La Finitude du Dasein
Comme pour l'être chez Aristote, la Finitude ou Endlichkeit se dit de multiples manières, la plupart d'entre elles apparaissent chez Heidegger comme une transposition d'origine religieuse. Dans la pensée chrétienne, la Finitude désigne chez les Pères grecs, ce qui « dans la création est marqué par l’imperfection radicale de ne pas être Dieu ». Plus tard, chez  Luther, la corruption assimilée au péché  et au néant, qui pour Heidegger constitue le pendant religieux du concept existential de la « déchéance », Verfallen, occupe une place exorbitante.
Comme le remarque Christian Sommer, tout  Être et Temps  est imprégné de motifs néotestamentaires ; ainsi dans toute l'analytique du Dasein, le thème de la Finitude, d'origine paulinienne, y tourne autour du même constat de la « Nihilité » ou de l'« insondable vacuité » du vivant humain qui s'expose à travers des thèmes fondamentaux, comme ceux d'Être-en-faute ou d'Être-vers-la-mort.

### Les thèmes classiques fondamentaux de la Finitude
Le concept de « finitude » reprend plus ou moins, jusqu'à Être et Temps l'idée traditionnelle d'imperfection déclinée selon les thèmes suivants :

#### L'entente ou compréhension
L'« entente » ou compréhension, qui d'un côté ouvre le monde et le possible mais qui aussi, en son sens primordial, dévoile à l'homme, qui sait de son propre chef, à tout moment, dans un esprit augustinien, « où il en est avec lui-même », son insécurité fondamentale et le danger que court « son pouvoir être authentique». Hans-Georg Gadamer note que si le jeune Heidegger est sensible à cet « éclairement », à ce qu'il appelle à plusieurs reprises sa Durchsichtigmachen  il prend ultérieurement conscience « de ce qu'une opacité irréductible constitue l'essence propre de l'histoire et du destin humains ». Il y a donc ce rapport de l'homme à l'être en tant que seul l'homme a une entente de l'être mais aussi en retour souligne Dominique Saatdjian. la relation de l'être à l'homme en tant que l'être a besoin de l'homme. D'où cette idée étonnante d'une double finitude et notamment de la finitude de l'être qui fera scandale dans la théologie chrétienne. Emilio Brito souligne « être « il n'y a », qu'avec la révélation Erschlossenheit  spécifique qui caractérise la compréhension de l'être. Dans cette optique, l'être est toujours référé au  Dasein  et ne peut être pensé sans rapport à lui ».

#### L'angoisse
L'« angoisse » « qui revêt dans l'analyse existentiale un sens tout à fait neuf » révèle l'insignifiance du monde et la futilité de tous les projets de la préoccupation quotidienne. Par contrecoup, cette impossibilité amène au jour, la possibilité d'un « pouvoir-être propre », dégagé des préoccupations mondaines. Emmanuel Levinas note « En faisant disparaître les choses intra-mondaines l'angoisse interdit la compréhension de soi-même à partir des possibilités ayant trait à elles et elle amène ainsi le  Dasein à se comprendre à partir de lui-même, le ramène à soi-même » . Guillaume Fagniez souligne « ce qui fait de l'angoisse une tonalité unique, c'est qu'elle offre un aperçu saisissant direct et complet, sur l'existence, découvrant du même coup son être comme « souci » »

#### La déchéance ou dévalement
Le dévalement, Die Verfallenheit, correspond à la « vie facticielle » qui se dissout et s'aliène dans la multiplicité et l'affairement, auquel tente de s'opposer un contre mouvement de retenue et de retour à l'unité. Le Dasein responsable de lui-même souffre d'un « verrouillage » du chemin d’accès à soi-même que lui impose l'opinion moyenne en l'enfermant dans des « évidences » qui se présentent comme un abri construit de fausses théories et d'illusoires sécurités.

#### La mort
Le On, l'opinion commune, cherche à surmonter la mort en faisant miroiter le réconfort d'un au-delà ou bien en disant que la mort n'est pas encore là. C'est l'angoisse qui nous délivre de cette pression, qui nous fait passer d'emblée d'un mode d'être déchu à l'autre, au mode "authentique". Une telle angoisse nous projette face au Néant devant lequel le plus intime de nous-même (l'essence de notre être) se trouve définitivement annihilé. Le Dasein promis au Néant, existe de façon finie. Avec le mourir, le Dasein authentique comprend qu'à chaque instant, la vie a un sens et que la seule certitude qui lui reste c'est que ce sens ne sera jamais parachevé. Le sens de l'existence n'est alors plus à penser comme un accomplissement.
La Finitude du Dasein s'affirme, sans le dire expressément, de bien d'autres manières que détaille sommairement Maurice Corvez.

### La radicalisation du thème de la Finitude
Dans ses œuvres tardives, la pensée de la « finitude » se trouve mis en rapport avec celle de « liberté ».
Parce que nous « avons à être », que l'être dont nous avons à répondre n'est jamais définitivement acquis, la finitude devient notre espace de liberté, en l'exerçant, en nous y « ap-propriant » à l'être, nous faisons l'épreuve de notre condition humaine. Devenant le garant de notre liberté, notre « finitude » essentielle, prend une tout autre signification, comme le note Dominique Saatdjian. À travers la « conscience authentique de la mort » la « voix de la conscience » va être l'instrument qui va se charger de ramener l'existant perdu dans le « On » à son être même, en l'invitant à s'assumer dans sa finitude radicale d'être sans fondement et sans lieu, c'est-à-dire dans sa vérité.
Hans-Georg Gadamer, note que « ce n'était pas malgré, mais à cause de sa finitude et de son historicité, que le Dasein incarnait le sol authentique à partir duquel il devenait possible de comprendre des modes dérivés comme ceux de l'étant-subsistant ou de l'objectivité » et les modes dérivés de la métaphysique classique le Monde, le Temps, le Sujet.
Dans les années 1930, Heidegger en arrive à dire que l’homme est plus grand qu’aucun dieu ne pourra jamais être, thème qu'il confirmera dans les Beitrage ; disant cela on ne voit plus comment il pourrait continuer à définir la Finitude comme une imperfection(voir sur ce sujet l'article Finitude).

« Plus originelle que l'homme est la Finitude du Dasein en lui. »

— Heidegger, Questions I & II, p. 32
Dans le Kantbuch, il opère un renversement saisissant, « il n’y a d’être et il ne peut y en avoir que là où la finitude s’est faite existence » . La finitude conclut Schurch est ainsi « non pas ce qui empêche la connaissance, mais ce qui la rend possible ».

## Le Dépassement de la Subjectivité

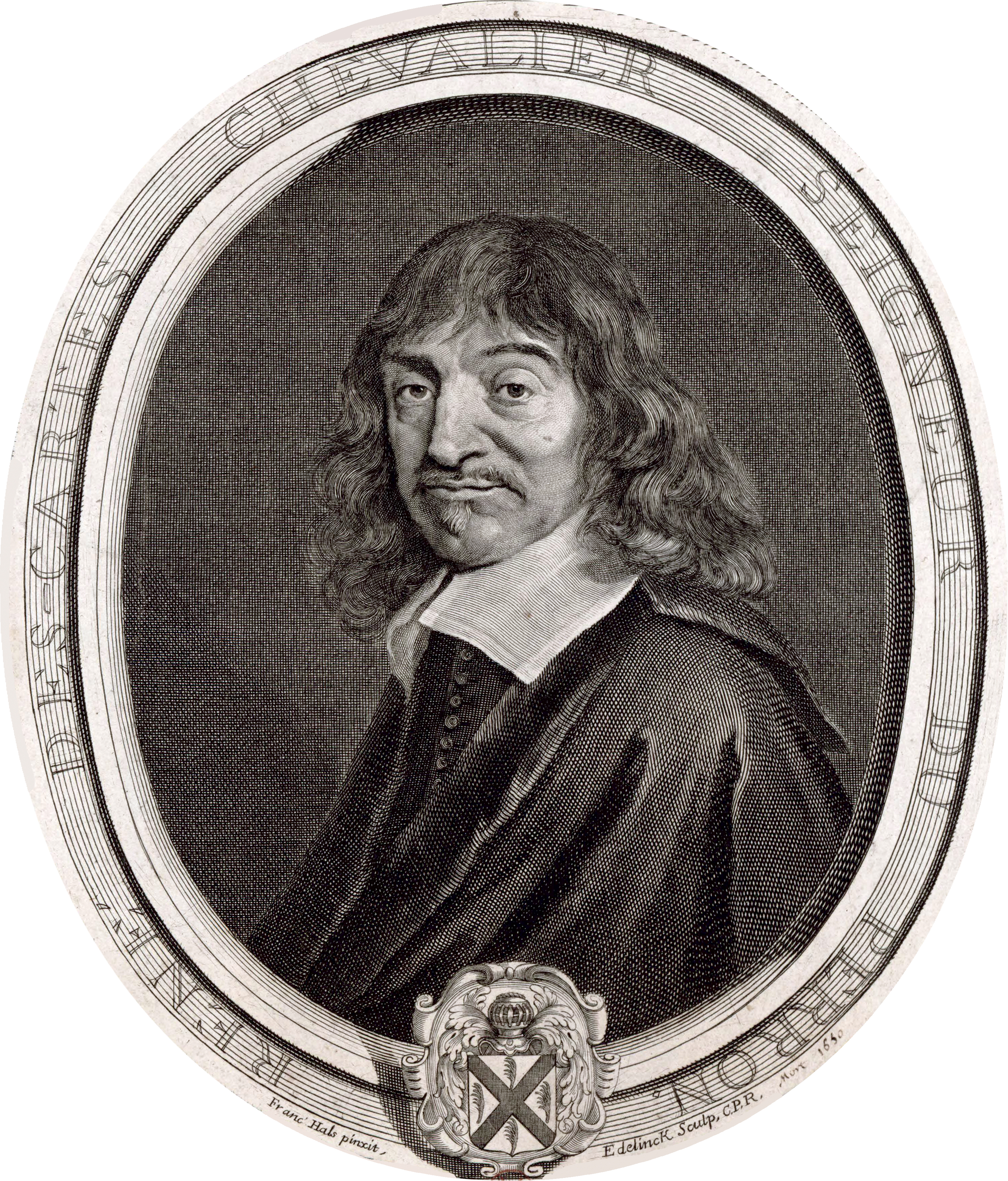
Le philosophe René Descartes, auteur de cette célèbre formule.

Remontant en deçà de Descartes qui avait découvert le « Je » du Cogito tout armé dans l'évidence du « Je pense », Heidegger reprend la vieille question Scolastique de l'origine du « Soi » et de la subjectivité. Tout en visant la destruction de la conception du sujet souverain cartésien, pour lui dépourvue de fondement, Heidegger, n'en a pas moins travaillé surtout dans Être et Temps à pousser progressivement le Dasein vers un « isolement » et une « singularisation » encore plus radicale, souligne Jean-François Marquet, alors que, à l'inverse, Guillaume Badoual écrit dans le Dictionnaire « toute orientation cherchant à faire de l'analytique du  Dasein le point de départ d'une compréhension rénovée de la subjectivité et à refonder la métaphysique sur cette base est définitivement récusée ».

### Récusation de l'ego cartésien
Christian Dubois souligne que pour Heidegger la possibilité même de dire « Je » dans la formule de l'« ego cogito » cartésien « présuppose la permanence d'un fond qui reste constant sous le change des vécus, c'est-à_dire un « sujet » comme hypokeimenon . Le sens ontologique général auquel on se réfère est ici la « subjectité ou subjectivité », or ce sens d'être c'est celui qui caractérise l'« étant sous-la-main » quelconque, c'est-à-dire substantiel et présent, et non pas le Dasein qui n'est rien de tout ça ». Jean Greisch précise que « quelle que soit la légitimité ontique de cette identification, elle est ontologiquement inadéquate, parce qu'elle ne nous apprend rien sur la manière d'être du Dasein. Il n'y a jamais de sujet sans monde et isolé » Être et Temps (SZ p. 117). L'ego reste inquestionné quant à son sens « existential, c'est-à-dire quant à ses conditions de possibilité ». En définitive, « les concepts directeurs de la philosophie moderne de la « conscience », ceux de « sujet » et d' « objet », mais aussi leur identité dans la pensée spéculative apparaissent de la même manière comme des constructions dogmatiques » écrit Gadamer.

### Du monde vécu au monde du soi
Pour Heidegger, dans son approche de la « phénoménologie de la vie », la première articulation, le premier donné de la « vie facticielle », c'est sa familiarité avec le monde du vécu. Ce qui s'avère premier ce ne sont pas des vécus psychiques isolés mais des « situations » toujours changeantes, qui vont déterminer autant de lieux spécifiques de compréhension de ce « moi-même » ; ce que l'on rencontre en premier, ce n'est pas l'« ego », c'est l'« aiguisement », Zugespitzheit de la vie facticielle autour du monde propre, du « monde du Soi » (Selbstwell).
Dans cette approche, ce qui est phénoménologiquement premier n'est pas le « Je », mais seulement  « un vécu de quelque chose », « un vivre vers quelque chose » (etwas ). Avec la réduction phénoménologique, le « Comment » va l'emporter sur le « Quoi », il ne s'agit pas de revenir sur le soi en tant qu'étant, mais sur ce qui dans le soi est proprement soi-même, une certaine manière de « vivre le monde », dans sa plénitude.
Heidegger exprime cette priorité du vécu sur l'expérience théorique à travers la pré-séance de la significativité du monde ambiant, alors que le « Je » ne se reçoit que dans l'expérience vécue du monde. Sophie Jan-Arrien a cette phrase : « le Je apparaît dans le décentrement même qu'exige de lui l'expérience vécue ». On ne peut que constater, à ce stade, ce phénomène qui veut qu'à toute expérience vécue s'installe un monde du Soi « approprié » (au sens de conforme), le Selbstwelt , qui va chez Heidegger se substituer au terme ambiguë du « Je ».
Le « Je » ou Monde du Soi n'est plus une fonction première et spontanée -- psychique ou transcendantale -- apte à constituer du sens et de la connaissance, il advient à lui-même dans une expérience déterminée du monde qui est l'expression d'une situation qui porte une intentionnalité complexe propre à la vie ; « le « Je » apparaît avec la significativité du monde ambiant plutôt qu'il ne la constitue- ». Ce retour au soi-même ne veut pas dire sous forme de substrat ou de fondement mais dans une expérience incessante et renouvelée qui constituera la seule réalité originaire.
Avec l'apparition du Dasein « mortel », la question de la « subjectivité » ou de l'« individualisation » va prendre une tout autre tournure.

### La question de l'individuation

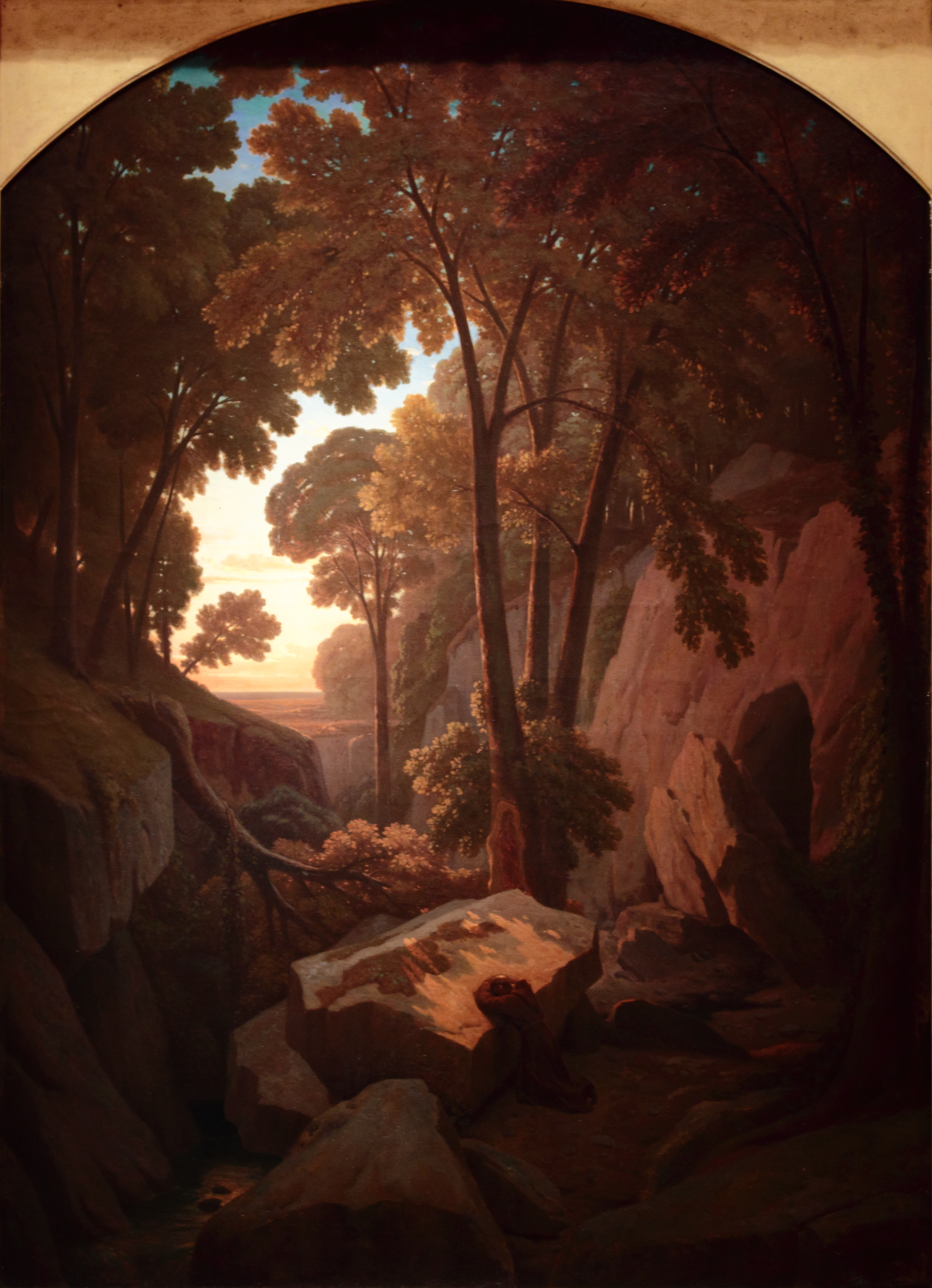
La Solitude, tableau de Théodore Caruelle d'Aligny.

Face à la multiplicité des expériences vécues et successives, Heidegger s'interroge : qu'en est-il de l'unité du Dasein, s'il se rapporte de diverses façons à des mondes multiples ? Comment comprendre la cohésion de toute une vie entre naissance et mort ? Peut-on simplement postuler une succession ininterrompus de vécus psychiques qui s'enchaînent les uns après les autres pour former le moi ? Faut-il consentir à réintroduire le « Je », l'« ego », le « moi substantiel » de la métaphysique ? Par quel biais comprendre l'unité incontestable du Dasein sans l'identifier à de la présence constante ?

#### Souci et individuation
Avec Être et Temps l'« isolement », la Vereinzelung ( à le pas confondre avec la « solitude » l'Einsamkeit ) ou la singularisation apparaît dans un premier temps liée (§ 40), à la thématique du « Souci » et de l'« angoisse » puis à partir du (§ 62) s'y rajoute celle de l'« appel de la conscience » qui conduit au repli solitaire du Dasein en le ramenant, à son être au monde le plus propre. Quoi qu'il en soit c'est dans l'individuation opérée par l'angoisse, au prix de l'anéantissement du monde quotidien, que l' « être-là » est réduit à ses possibilités fondamentales. Emmanuel Levinas note « Le souci angoissé fournit la condition ontologique de l'unité de structure de l' « être-au-monde » ». Heidegger ira jusqu'à dire que l'angoisse ouvre le Dasein comme  « solus ipse »,.
La dissolution par l'angoisse, qui est la condition du dévoilement de la totalité de l'étant en tant que telle, conduit aussi le  Dasein à un face à face avec l'étrangeté, l' Unheimlichkeit  confirmant ainsi  l'« être-au-monde » en tant qu'énigme. En raison de cette énigme que l'« être-au-monde » est vis-à-vis de lui-même, le Dasein  ne peut éviter de ressentir comme une menace, l'expérience de son « être propre » remarque Ryan.D.Coyne.
À noter que le Dasein préoccupé, qui se projette dans des mondes divers, vit cependant, toujours-déjà, dans une certaine entente de l'être, un horizon unique de compréhension des choses mais aussi de lui-même (voir le concept de mienneté). Si de cet horizon unique dépend la propre compréhension qu'il peut avoir à l'instant « t » de son unité et de sa singularité, cela n'implique aucunement la cohésion et la continuité dans l'espace d'une vie.
L'individuation présuppose une « cohésion » de la vie, une reprise constante du passé, qui prenne en compte tout l'espace entre la naissance et la mort. La consistance du Soi réclame la reprise d'un « pouvoir-être » qui fut là souligne Jean-Paul Larthomas.
« À travers ce moment de retour à soi-même, l'« être-là » se répète dans tout ce qu'il est, ce qu'il a été et tel qu'il a été », c'est ce que Heidegger appelle la Répétition, Wiederholung.
Cette cohésion, Heidegger, va tenter de l'expliciter à travers le concept d'« extension » dont il avait fait un large usage dans son approche de la spatialité (voir Heidegger et le problème de l'espace). Il ne s'agira pas cependant de comprendre cette extension comme une succession de vécus avec un sujet, selon l'expression de Jean Greisch, sautant d'un maintenant à un autre, pas plus que de faire appel, comme Paul Ricœur, à une expérience renouvelée (itérative) pour justifier l'existence de l'« ipséité » ou de la continuité du Soi. Ce sont les phénomènes du « Souci », de l'« appel de la conscience » et de la Résolution, qui vont intervenir dans l'explicitation qu'en donne Jean Greisch.
Pour répondre à cette question, Heidegger tente, dans un premier temps, de penser une constitution du propre « être soi-même » comme une « extension », car « c'est dans l'être du Dasein  que se trouve déjà le « entre » de la naissance et de la mort », visé par le terme Zwischen , cette extension doit être cherchée, nous dit Heidegger, comme tout le reste dans l'horizon de la constitution temporelle du  Dasein.
« Le Dasein factice existe nativement, et c’est nativement encore qu’il meurt au sens de l’être pour la mort. L’une et l’autre fins, ainsi que leur « entre-deux » « sont », aussi longtemps que le Dasein existe facticement, et elles sont comme il leur est seulement possible d’être sur la base de l’être du Dasein comme souci. Dans l’unité de l’être-jeté et de l’être pour la mort fugitif – ou devançant –, naissance et mort « s’enchaînent » à la mesure du Dasein. En tant que Souci, le Dasein est l’« entre-deux »  traduction Emmanuel Martineau (SZ, § 72 (SZ p. 374).

#### Le sens historique du vécu
Il ne s'agit pas ici d'un renvoi à la discipline historique mais de l'« historicité intime » ou « historialité » dans le langage des principaux traducteurs de Heidegger. Le caractère historique du vécu est à saisir phénoménologiquement, c'est-à-dire qu'il néglige la préexistence d'un « Je » car comme le note Sophie Jan Arrien aucune expérience facticielle ne me donnera à connaître un « Je » mais seulement un vécu de quelque chose, un vivre vers quelque chose.
On trouve dans une étude de Jacques Gino un exposé qui s'efforce d'être le plus concret possible de cette question complexe. Il ressort que phénoménologiquement, si l'on fait l'effort difficile de s'abstraire de la vision traditionnelle du temps, on ne peut opposer le passé et l'avenir, tous deux sont pour le Dasein qui toujours s'en vient jusqu'à Soi, « une venue ». « Le passé comme l'avenir s'en viennent et c'est cette venue et non l'avenir, voire le passé, qui sont décisifs ». Le Dasein ne peut authentiquement « être été» que pour autant qu'il est à venir en s'en venant de toutes les façons vers lui-même. Autre citation « Le temps ne sera plus une succession de maintenant, mais la contemporanéité du présent, du passé et de l'advenir advenant ». Jean Greisch constate que Heidegger se contente de réaffirmer sa thèse centrale que l'élucidation de l'extension du Dasein « doit s'effectuer à partir de la constitution temporelle de cet étant ».
Toutefois, Jacques Rivelaygue fait ressortir de son côté, que la temporalité horizontale (extatique), qui participe de la répétition des possibilités du passé, serait à elle seule insuffisante pour assurer l'unité du Soi dans le temps, il y faut l'approche historiale comprenant à la fois l'implication réciproque de la Résolution anticipante et de la « reprise de l'héritage », constitutive de l'Être-jeté.

#### La mort comme principe d'individuation
« Si je peux me rapporter de multiples manières au monde sans perdre mon identité, c'est parce que je peux assurer à partir du passé, en attente de mon présent, ma mort » affirme Jacques Gino
« Le Dasein est l'étant qui n'a d'autre essence que d' être et son statut va donc être celui d'un isolement radical » note Jean-François Marquet. Si l'individuation se mesure à l'isolement alors souligne Heidegger « C'est seulement devant la mort que le Dasein est radicalement isolé ».
Ce sont donc l'«historialité » qui n'est ni agrégat de vécus, ni permanence substantielle, qui est chargée de garantir le « maintien du moi-même », à travers le temps. Dans Être et Temps l'historialité sera établie au fil de la recherche sur l'entiéreté du Dasein. Le Dasein devient entièrement ce qu'il est et présente une certaine unité parce qu'il anticipe en quelque sorte sa mort.
« Pour Heidegger la mort est la seule puissance individualisante », thèse qu'il développe au long de deux types d'arguments :
1. Notre mort se révèle être pour le Dasein que nous sommes, la possibilité (à être) la plus individuelle, non-relative et indépassable et à ce titre cette présence de la mort nous forge et nous établit en brisant toutes les sécurités superficielles, dans notre unicité et notre singularité. « Le Dasein dans son ipséité impliquée dans la «mienneté » n'est possible que comme mortel. « Une personne immortelle est contradictoire dans les termes » va jusqu'à dire Emmanuel Levinas[233] ».« En vertu de cette imminence de ma mort, imminence que je suis moi-même, l'anticipation de soi, moment structurel du souci, trouve dans l'être rapporté à la mort ( Être-vers-la-mort) sa concrétion la plus originale ; l'être rapporté à la fin est l'être-rapporté-à-la-mort comme possibilité extrême qui réduit radicalement l'être-là à son être le plus individuel et anéantit tous ses rapports avec autrui et avec le monde[234] ».
2. Mais plus encore, poursuit Heidegger, dans le « Sum moribundus », je suis mortel, c'est le moribundus qui donne au sum préalablement son sens, rappelle Michel Haar[235] ; ce qui, d'après lui représente, un cogito bien étrange, inversé, car le « devoir mourir » pour le Dasein possède un degré de certitude plus élevé que le cogito. Sur un plan purement existentiel l'homme a  à se forcer pour devancer sa mort, et ainsi trouver à s'établir dans sa singularité propre, ce qui n'est possible que parce que le Dasein y a toujours déjà « été jeté » ; « été-jeté » dans sa mort, dans cet « être-possible » si particulier. Michel Haar parle d'un « vouloir s'ouvrir » jusqu'à la limite, jusqu'à la perte de soi, jusqu'à l' « abîme de la liberté »  dans ce face à face avec le néant où même le « propre » ultime est délaissé[N 61].

## Le destin du concept de Dasein
Les premières analyses du concept avaient pu faire croire, et ce fut là l'erreur de tous les existentialistes et notamment de Jean-Paul Sartre, à un Dasein, identifié à tort comme « réalité humaine », et qui dans son existence se présentait comme le fondement à la « question du sens de l'être ». Face à la réception de ce concept, Philipe Arjakovsky rappelle cette réflexion de Heidegger  « Tout ce fatras de contresens qui s'est amoncelé sur le concept de Dasein, le pire est peut-être celui qui a transformé Être et temps en porte-drapeau d'une philosophie de l'existence ».
La Lettre sur l'humanisme   met en garde contre une lecture subjective après Être et Temps du concept de Dasein, qui doit être compris, non comme un sujet mais à partir de la relation extatique à la clairière de l'être. C'est à partir de la Lettre que Heidegger comprend l' « ek-sistence » non plus comme une projection transcendantale, une transcendance, mais comme une « endurance », le Dasein devient l'ouvert pour l'ouverture de l'Être et c'est dorénavant l'Être lui-même qui destine l’être-le-là à son essence. Le Dasein s'inscrit dans une passivité constitutive, passivité à l'écoute de l'Être.
Hadrien France-Lanord observe que pour Heidegger, même dans Être et Temps, la « question du sens de l'être » débute avec l'existence mais qu'elle n'est pas entièrement incluse en elle et qu'elle la déborde. De fait, tout au long de son œuvre ultérieure, remarque-t-il, Heidegger n'aura de cesse de creuser ce concept d'une manière toujours plus « abyssale » pour explorer le « sans-fond » que va progressivement être à ses yeux le Dasein. Dans cette exploration, Heidegger n'utilise le langage pathétique que pour s'en dégager et le dépasser dans une structure d'où va être bannie toute complaisance pour le « Soi », constate Paul Ricœur.

### Le Dasein en l'homme
« Dès 1929, dans le livre consacré à Kant, Kant et le problème de la métaphysique, il n'était déjà plus question, pour Heidegger du Dasein de l'homme, mais tout à coup du Dasein « dans » l'homme », la conception de l'« être » et du « là » à partir de l'« Alètheia », pour un penseur dont la réflexion retournait vers le « commencement », vers Héraclite et Parménide, ne pouvait plus être ignorée, dit encore Hans-Georg Gadamer. Plutôt que l'homme, le Dasein veut désigner, à ce stade non pas précisément l'être de l'homme, qui n'a pas à ses yeux de consistance métaphysique, mais l'idée que s'agissant de l'« être humain » ce dont il s'agit essentiellement c'est de l'« être ».
Avec la période dite du « Tournant », la kehre, l'effacement de l'homme, sa soumission au règne de l'Être qui se précise, va interdire dorénavant de donner au Dasein le rôle de fondement qui lui avait été attribué dans Être et Temps. Alors que dans Être et Temps, l'accent était mis sur le Sein du Dasein, avec le « Tournant », c'est au contraire le Da, c'est-à-dire l'expérience spatio-temporelle qui prime, constate Pierre Caye. Pour rendre compte de cette modification de perspective certains interprètes français (Gérard Guest, François Fédier) font usage du vieux mot de aître au lieu d'essence ou même d'être pour rendre compte de l'aspect verbal. Il y a dans l'emploi de l'allemand Wesen les sens de « séjourner », « demeurer », « habiter » (en un lieu) et aussi temporellement ceux de « durer », « rester », « séjourner » qui caractérisent la manière d'être de l'« être humain ».
Le Dasein devient le lieu de la percée de l'« Être », dans laquelle l'homme se tient,. Si le Dasein demeure « exemplaire », nous dit Hans-Georg Gadamer ce n'est plus parce que c'est un être qui se distinguerait par son activité de pensée, mais comme « avoir à être » « dont le mode d'être consiste à être son là (Le « là » est à entendre comme le lieu où il se passe quelque chose.) » ; ce qu'il s'agit de préserver à toute force c'est l'idée de mouvement et l'absence de toute autre détermination. C'est ainsi que lorsque Heidegger parle de « Dasein en l'homme », cette formulation ne désigne pas seulement une simple présence, mais aussi un événement, pour signifier la « finitude », le passage, la traversée de la « clairière », la Lichtung.
Pour autant, l'homme, définitivement sans-fond, garde son statut privilégié, car sans lui, en l'absence d'un Dasein, même sans feu ni lieu, l'ouverture de l'être, l'être comme ouverture, le don de l'être, n'auraient aucun sens. L'être n'advient, ne se destine que dans le « là », que l'homme assume dans « l'ek-sistence » -voir sur ce sujet la Préface de Roger Munier à la « Lettre sur l'humanisme ».

### Le berger de l'être

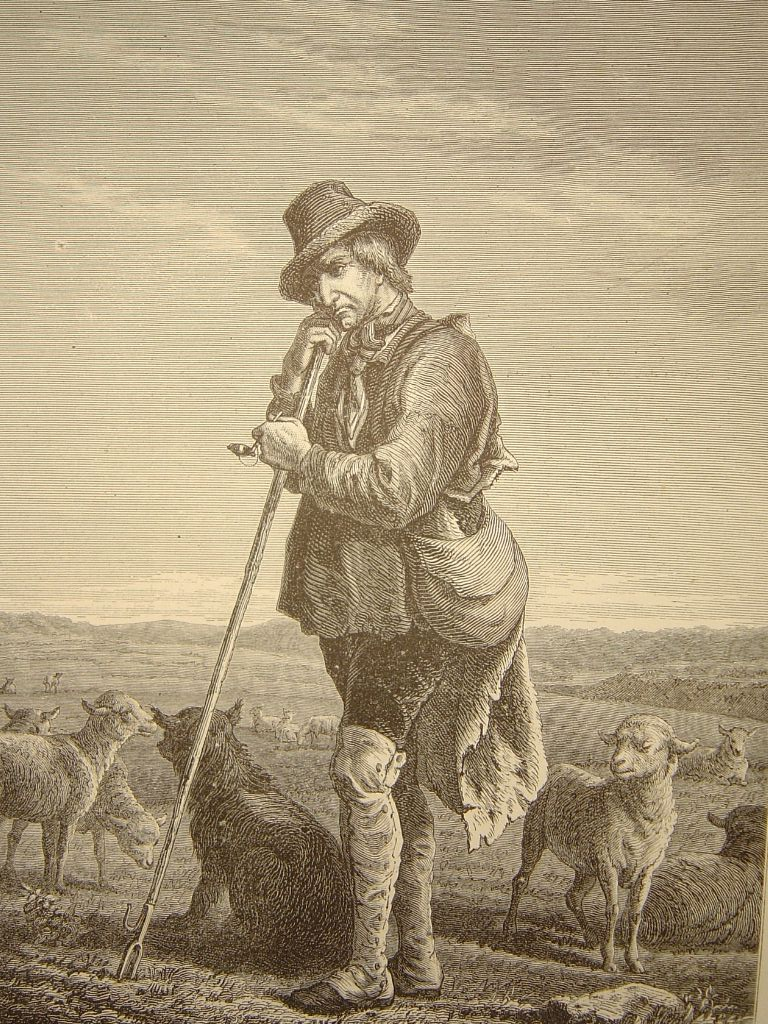
Le berger, gravure de Victor Dedoncker.

La perspective qui faisait du Dasein un véritable configurateur de Monde change progressivement après Être et Temps ; l'homme perd ce qui lui restait de caractère auto-centré pour devenir, dans son Dasein, le lieu où peut se déployer l'événement de l'être : l'Ereignis ; il se fait « gardien de la vérité de l'être » (der Wätcher der Wahrheit , et « sentinelle du néant ». « À la garde de l'être, correspond le berger  der Hirtt des Seins qui a si peu à faire avec une idyllique bergerie et une mystique de la nature qu'il ne peut devenir berger de l'être (der Hirtt des Seins), qu'en demeurant celui qui fait face au néant » rapporte Didier Franck.
Mais berger n'est pas passivité, l'homme redevenu « mortel » dans la langue du philosophe, comme l'expose Françoise Dastur, participe dans une relation de réciprocité essentielle avec l'être. L'homme n'est dorénavant plus compris comme le « fondement-jeté » de l'éclaircie au sens d'« Être et Temps », mais comme celui qui se tient en elle et qui lui est redevable de son propre être.
Cette dépendance inversée de l'homme à l'être est exacerbée et portée à son point le plus extrême avec la thèse que l'homme est par essence Unheimlich, sans abri et sans foyer, livré sans défense aux turbulences de l'être, thèse que Heidegger retire de la lecture des tragédies de Sophocle, l' Antigone  et surtout 'Œdipe roi, interprétation qui sera reprise avec force dans la Lettre sur l'humanisme.

### L'homme du quadriparti
Après-guerre, Heidegger va adopter une nouvelle graphie du terme « Da-sein » avec un trait d'union, valant comme signe d'évolution dans sa compréhension de l'essence humaine. Dans la Lettre sur l'humanisme de 1946 Heidegger accentue la thématique de la Finitude et de l'errance. De quasi-configurateur de monde dans Être et Temps, le Dasein est alors perçu comme « ek-sistant dans l'ouverture de l'être ». Gerard Guest, en introduction de sa conférences consacrée à la Lettre sur l'humanisme, souligne la volonté de Heidegger d'inscrire l'ouverture du Dasein dans l'éclaircie de l'être. Avec les Beiträge zur Philosophie (Vom Ereignis), le  Dasein prend définitivement place, comme articulation, dans la constellation du « Quadriparti », , où tous les termes s'entre-appartiennent et qui va constituer la dernière appellation de l'Être. « La relation du Da-sein à l’Être appartient au déploiement de l’Être (die Wesung des Seyns) lui-même, ce qui peut aussi se dire ainsi : l’Être requiert le Da-sein et ne se déploie (west) pas sans cette venue à soi (Ereignung) » (paragraphe. 135 Beiträge zur Philosophie (Vom Ereignis)).
L'homme n'est dorénavant plus compris comme le « fondement-jeté » de l'éclaircie mais comme celui qui se tient en elle, dans Ereignis (voir Beiträge zur Philosophie (Vom Ereignis)) et qui lui est redevable de son propre être. Tout cet effort de rupture avec la métaphysique de la subjectivité, remarque Michel Haar, aboutit, selon son expression, « à la figure ténue, minimale, exsangue du mortel ». Le Dasein des débuts, en ce qui lui reste de l'homme métaphysique, s'efface définitivement devant le qualificatif de « mortel » pour être compris sur un pied d'égalité, dans l'unité du « Quadriparti » : « les hommes, les dieux, la terre et le ciel ».